# Dormans
Pour l’article ayant un titre homophone, voir Dormant.
Dormans est une commune française, située dans le département de la Marne en région Grand Est.
La commune se trouve dans la vallée de la Marne, rivière qui limite son territoire au nord. Bourg rural, Dormans est au cœur d'un bassin de vie qui regroupe 41 communes de la Marne et de l'Aisne voisine. La commune comprend également plusieurs hameaux dont les principaux sont Chavenay, Soilly, Try, Vassieux et Vassy.
Dormans est le bureau centralisateur du canton de Dormans-Paysages de Champagne et le siège de la communauté de communes des Paysages de la Champagne, à qui elle a transféré un certain nombre de compétences (notamment en matière d'eau et de déchets).
Au dernier recensement de 2022, la commune comptait 2 898 habitants appelés Dormanistes.
Dormans, dont l'histoire est ancienne, est particulièrement touchée par la Première Guerre mondiale. À ce titre, elle accueille le Mémorial des batailles de la Marne (classé au patrimoine mondial) et la nécropole nationale de Dormans. Parmi son patrimoine architectural, la ville compte également deux églises classées (Saint-Hippolyte et Saint-Martin) et un château.

## Géographie

### Localisation

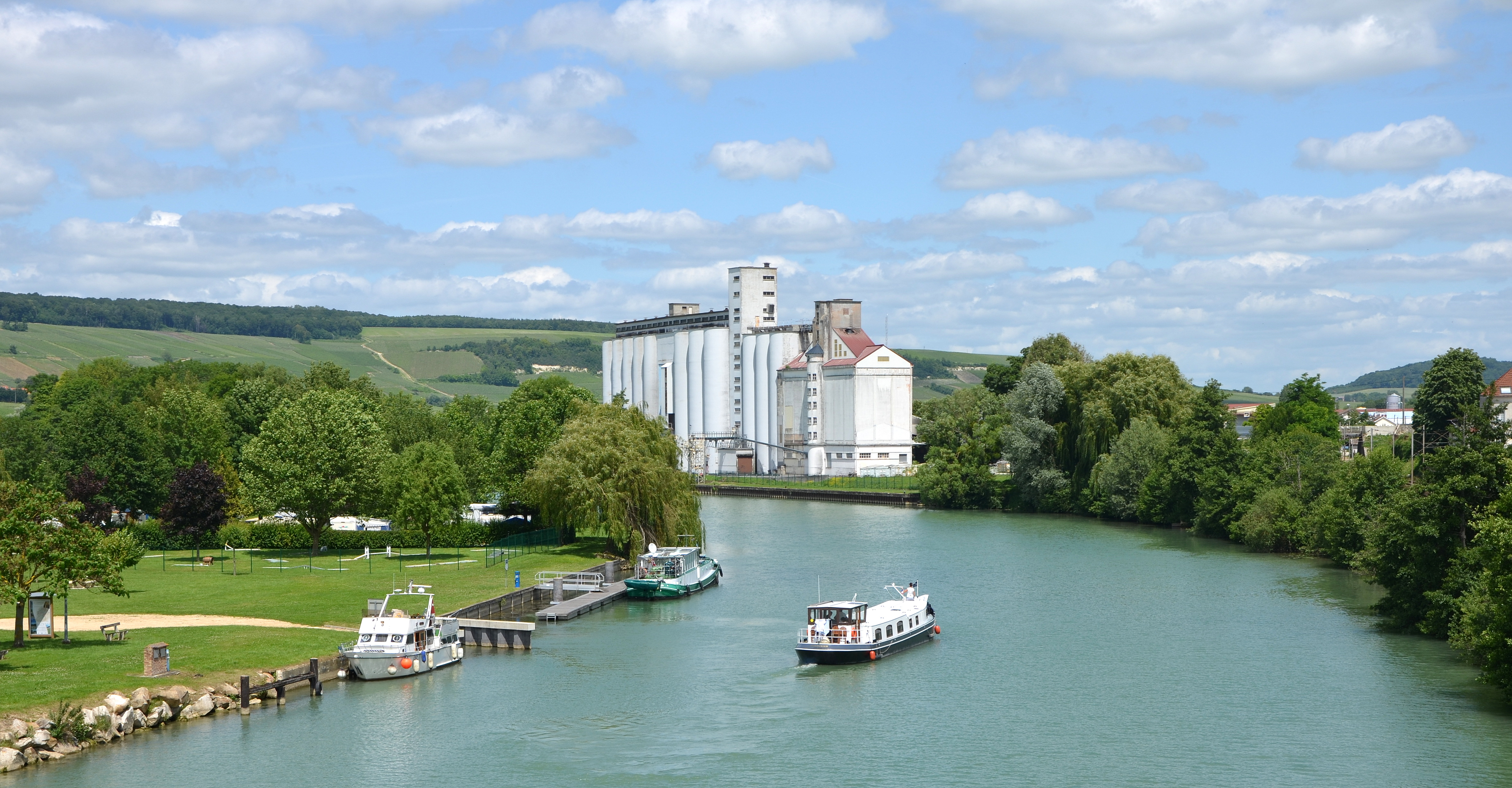
La Marne à Dormans. Dans le fond, les contreforts sud de la montagne de Reims sur lesquels s'étagent le vignoble de Champagne.

Dormans est située à l'extrémité ouest du département de la Marne, en région Grand Est, à la limite avec le département de l'Aisne et la région Hauts-de-France.
La commune appartient à la région agricole de la vallée de la Marne. La vallée de la Marne y sépare la Côte d'Île-de-France en deux, avec le Tardenois et la Montagne de Reims au nord et la Brie au sud.
Dormans se trouve par ailleurs au cœur de son propre bassin de vie, qui regroupe en 2022 41 communes de la Marne et de l'Aisne et 17 047 habitants.
La commune de Dormans s'étend sur une superficie de 2 258 hectares. La ville de Dormans, au nord du territorie communal, est située sur la rive gauche de la Marne. La commune de Trélou-sur-Marne, dans l'Aisne, lui fait face.
Par la route, Dormans se situe à 83 km de Châlons-en-Champagne (via Reims), préfecture de la Marne, à 40 km de Reims, plus grande ville du département, à 25 km d'Épernay, sa sous-préfecture de rattachement, et à 22 km de Château-Thierry, sous-préfecture de l'Aisne.
Dormans est limitrophe de 7 communes :
| Trélou-sur-Marne | Vincelles                                                    | Verneuil      |
| Courthiézy       | Dormans                                                      | Troissy       |
|                  | Vallées-en-Champagne (Cne deléguée de La Chapelle-Monthodon) | Igny-Comblizy |

### Géologie et relief
Sur son territoire, l'altitude varie 62 à 250 mètres.
C'est à proximité de la Marne, au nord, que l'altitude est la plus faible. La ville de Dormans et les hameaux de Try et Vassieux se trouvent sur la rivière ou à proximité, entre 65 et 100 mètres d'altitude.
Le relief augmente rapidement en direction du sud. Sur les coteaux, souvent occupés par le vignoble de la Vallée de la Marne, se trouvent les hameaux de Chavenay, Soilly et Vassy. Au sud, sur le plateau, l'altitude dépasse généralement 230 mètres et peut atteindre 250 mètres.

### Hydrographie
La commune est dans la région hydrographique « la Seine de sa source au confluent de l'Oise (exclu) » au sein du bassin Seine-Normandie. Elle est drainée par la Marne, le ru de St Agnan, le cours d'eau 01 de la Chapelle de la Marne, le cours d'eau 01 des Moussiaux, le cours d'eau 02 des Moussiaux, le fossé 01 de Voucy, le fossé 01 du Buisson du Roi, le ru de Chavenay, le ru de Vassy,, le ru des Marauds,.
La Marne prend sa source sur le plateau de Langres, dans la commune de Saints-Geosmes (Haute-Marne) et se jette dans la Seine entre Charenton-le-Pont et Alfortville (Val-de-Marne) dans le quartier de Conflans-l'Archevêque.
Un plan d'eau complète le réseau hydrographique : l'étang du Château, d'une superficie totale de 0,3 ha (0,3 ha sur la commune),.

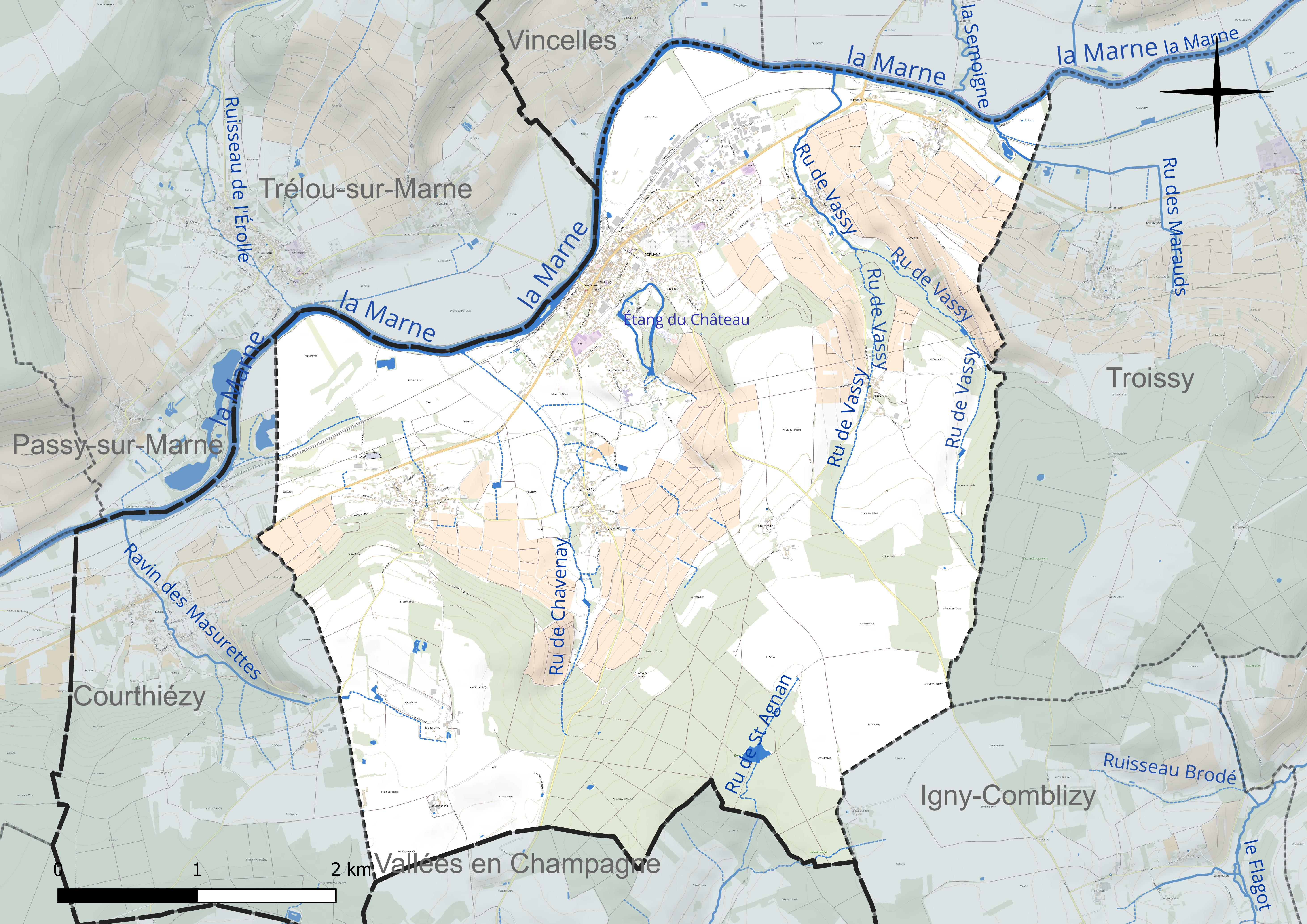
Réseau hydrographique de Dormans.

### Climat
Pour des articles plus généraux, voir Climat du Grand Est et Climat de la Marne.
En 2010, le climat de la commune est de type climat océanique dégradé des plaines du Centre et du Nord, selon une étude du Centre national de la recherche scientifique s'appuyant sur une série de données couvrant la période 1971-2000. En 2020, Météo-France publie une typologie des climats de la France métropolitaine dans laquelle la commune est exposée à un climat océanique altéré et est dans la région climatique Nord-est du bassin Parisien, caractérisée par un ensoleillement médiocre, une pluviométrie moyenne régulièrement répartie au cours de l’année et un hiver froid (3 °C).
Pour la période 1971-2000, la température annuelle moyenne est de 10,4 °C, avec une amplitude thermique annuelle de 15,2 °C. Le cumul annuel moyen de précipitations est de 736 mm, avec 11,8 jours de précipitations en janvier et 8,3 jours en juillet. Pour la période 1991-2020, la température moyenne annuelle observée sur la station météorologique de Météo-France la plus proche, « Blesmes », sur la commune de Blesmes à 14 km à vol d'oiseau, est de 10,6 °C et le cumul annuel moyen de précipitations est de 713,0 mm. 
La température maximale relevée sur cette station est de 40,3 °C, atteinte le 25 juillet 2019 ; la température minimale est de −15,3 °C, atteinte le 12 janvier 1987,,.
Les paramètres climatiques de la commune ont été estimés pour le milieu du siècle (2041-2070) selon différents scénarios d'émission de gaz à effet de serre à partir des nouvelles projections climatiques de référence DRIAS-2020. Ils sont consultables sur un site dédié publié par Météo-France en novembre 2022.

### Milieux naturels et biodiversité
L'Inventaire national du patrimoine naturel (INPN) recense 529 espèces sur le territoire de la commune, dont 82 espèces protégées et 32 espèces menacées.
Dormans compte deux zones naturelles d'intérêt écologique, faunistique et floristique (ZNIEFF) : les pelouses calcaires et prairies de fauche de Courthiézy (type I) et les massifs forestiers, vallées et coteaux de la Brie picarde (type II). Ces deux ZNIEFF ne font toutefois que déborder très légèrement sur le territoire de la commune,.

## Urbanisme

### Typologie
Au 1er janvier 2024, Dormans est catégorisée bourg rural, selon la nouvelle grille communale de densité à sept niveaux définie par l'Insee en 2022.
Elle appartient à l'unité urbaine de Dormans, une unité urbaine monocommunale constituant une ville isolée,. La commune est en outre hors attraction des villes,.

### Occupation des sols
L'occupation des sols de la commune, telle qu'elle ressort de la base de données européenne d’occupation biophysique des sols Corine Land Cover (CLC), est marquée par l'importance des territoires agricoles (63,8 % en 2018), en diminution par rapport à 1990 (65,3 %). La répartition détaillée en 2018 est la suivante : terres arables (38,2 %), forêts (25,2 %), cultures permanentes (15,9 %), zones agricoles hétérogènes (9,6 %), zones urbanisées (7,4 %), zones industrielles ou commerciales et réseaux de communication (2,2 %), espaces verts artificialisés, non agricoles (1,5 %).
L'évolution de l’occupation des sols de la commune et de ses infrastructures peut être observée sur les différentes représentations cartographiques du territoire : la carte de Cassini (XVIIIe siècle), la carte d'état-major (1820-1866) et les cartes ou photos aériennes de l'IGN pour la période actuelle (1950 à aujourd'hui).

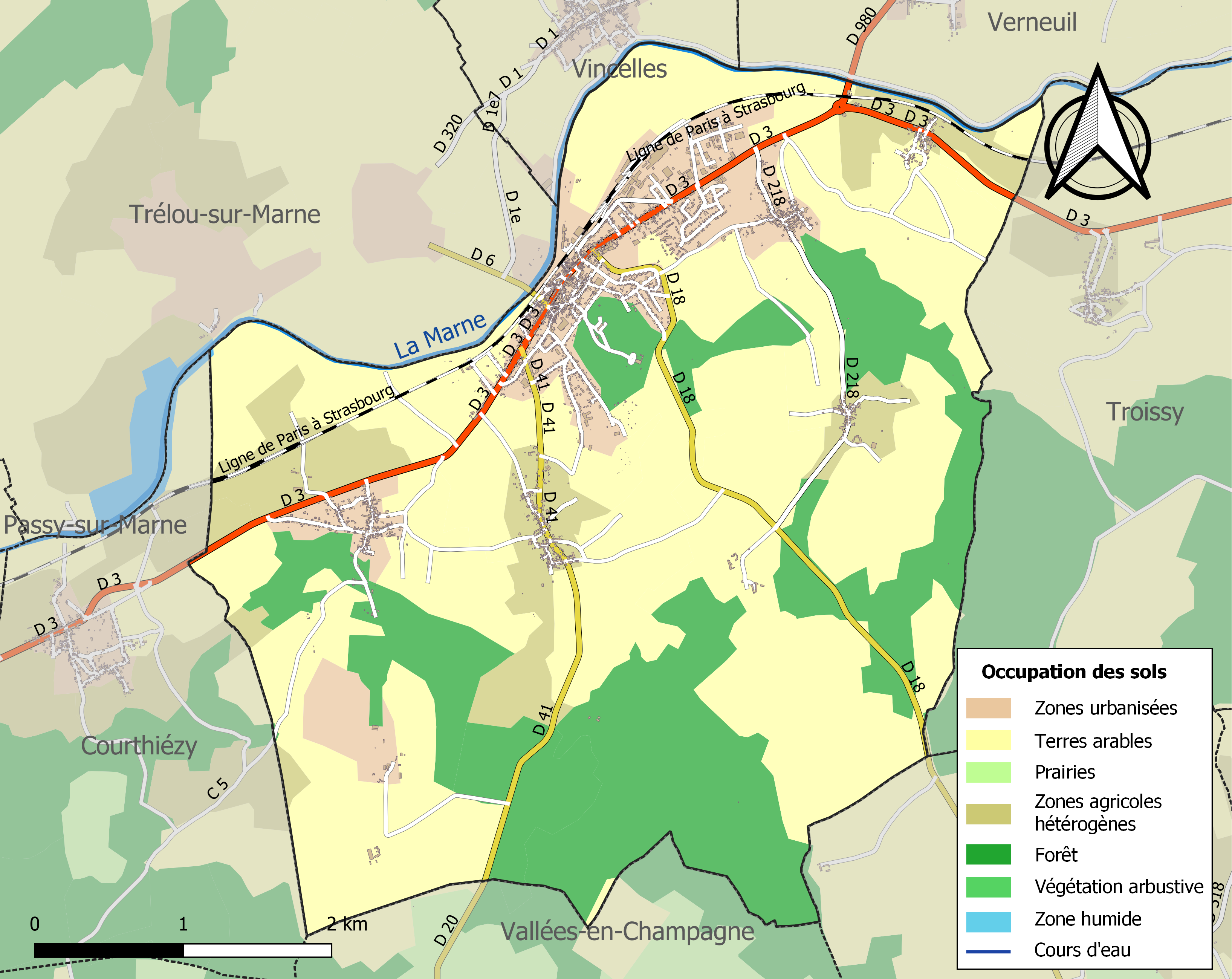
Carte des infrastructures et de l'occupation des sols de la commune en 2018 (CLC).

### Morphologie urbaine, hameaux et écarts
Le bourg de Dormans s'est développé au fil des siècles, en suivant le tracé de l'ancienne route nationale 3 (actuelle RD 3). C'est sur cette artère que se trouve le centre-ville et les principaux commerces du bourg.
Au XXe siècle, Dormans s'est étendue avec la création de la zone industrielle au nord. Des zones pavillonnaires se sont également développées autour du parc du château dans les 1970 (les Loriots au nord et les Moussiaux au sud) ainsi qu'au nord de la commune à partir des années 1980 (les Quartiers).
La commune compte plusieurs hameaux : Try et Vassieux au nord-est, Vassy à l'est, Chavenay au sud de la ville de Dormans, et Soilly à l'ouest,. Outre ces hameaux, la commune compte de plusieurs écarts répertoriés sur les cartes de l'IGN : le Pont de Try sur la Marne, le Moulin près de Soilly ainsi que la Bourdonnerie, Champaillé, la Fontaine Creuse et la Vitarderie, en altitude.

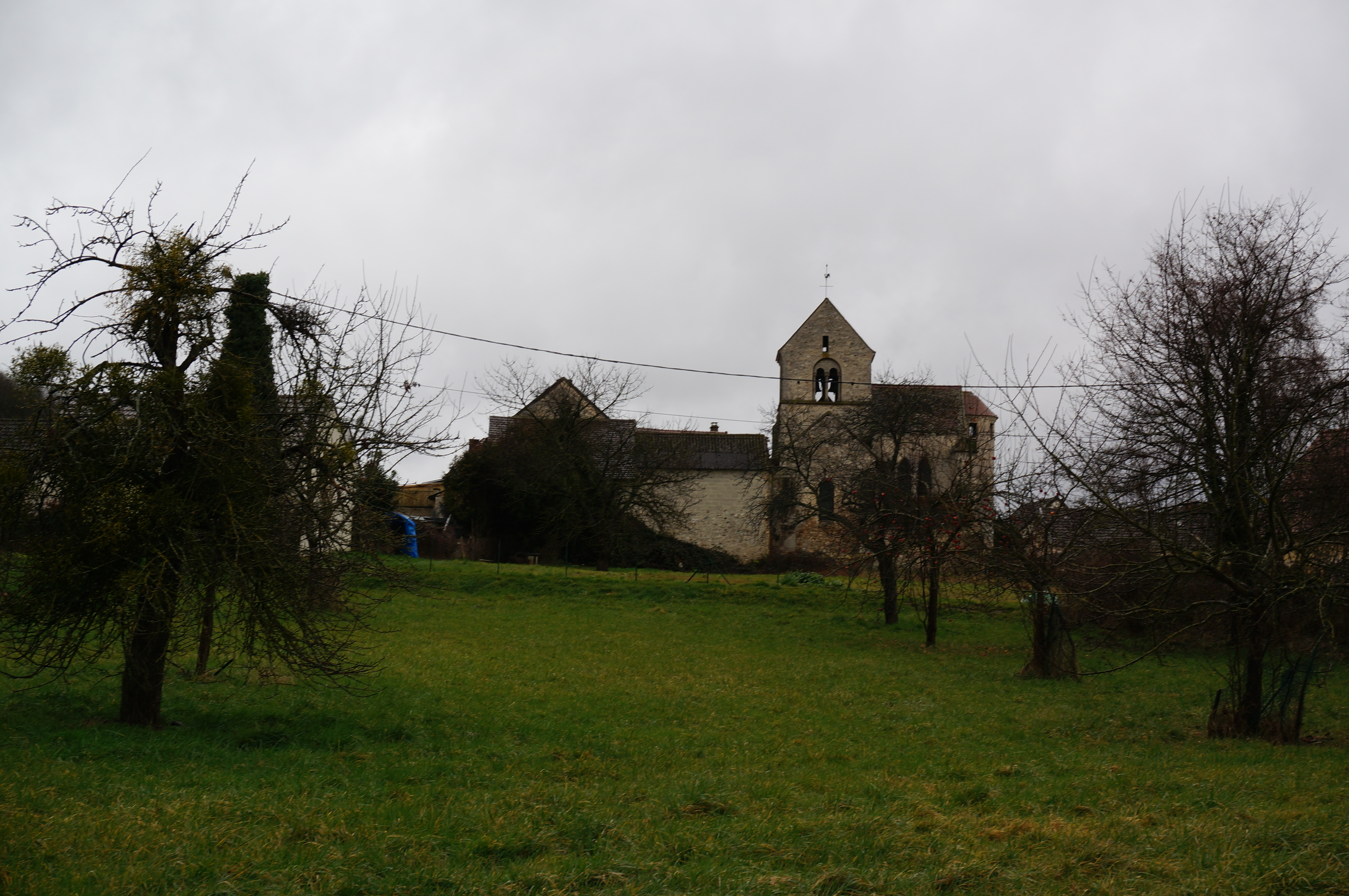
Soilly.
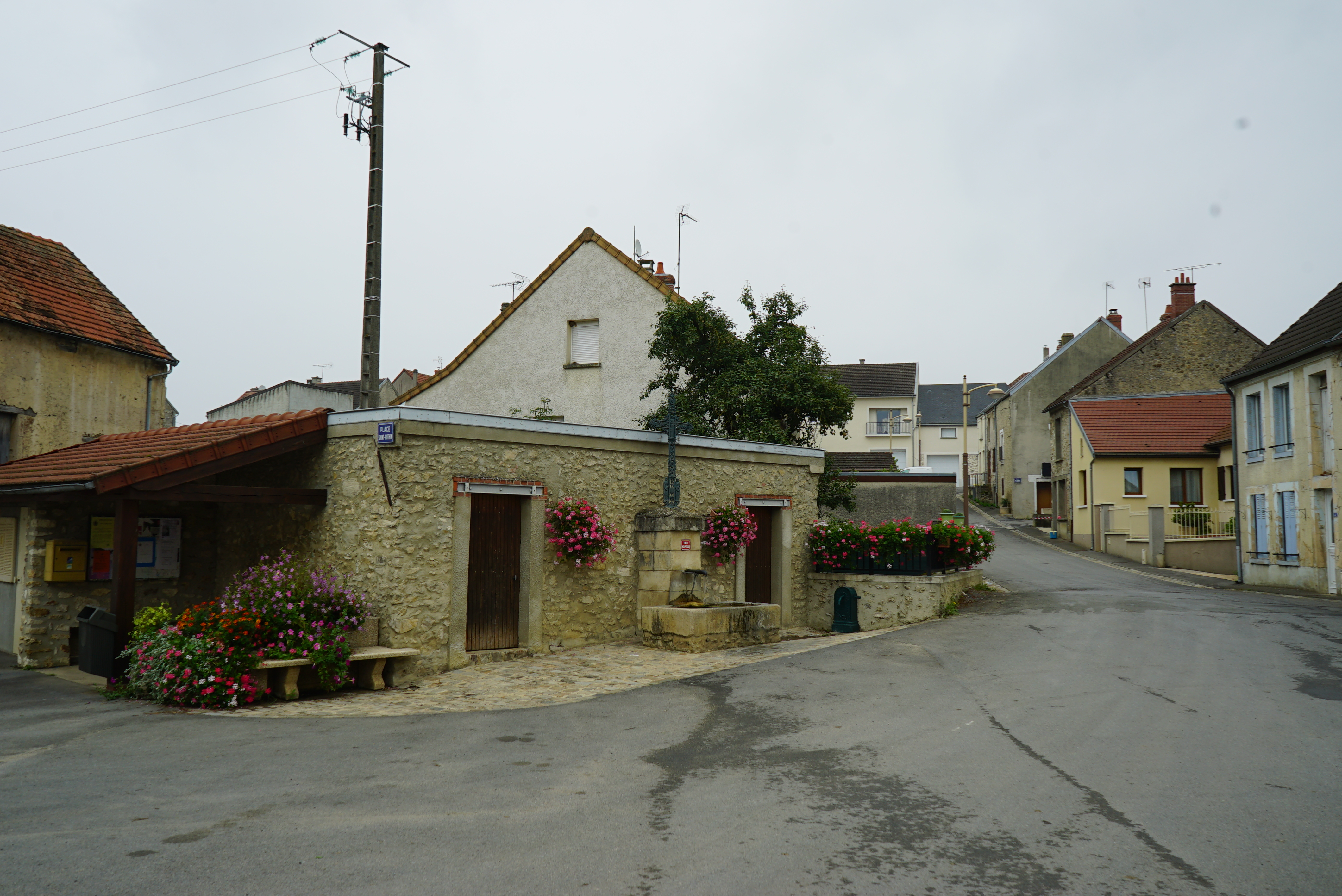
Vassieux.
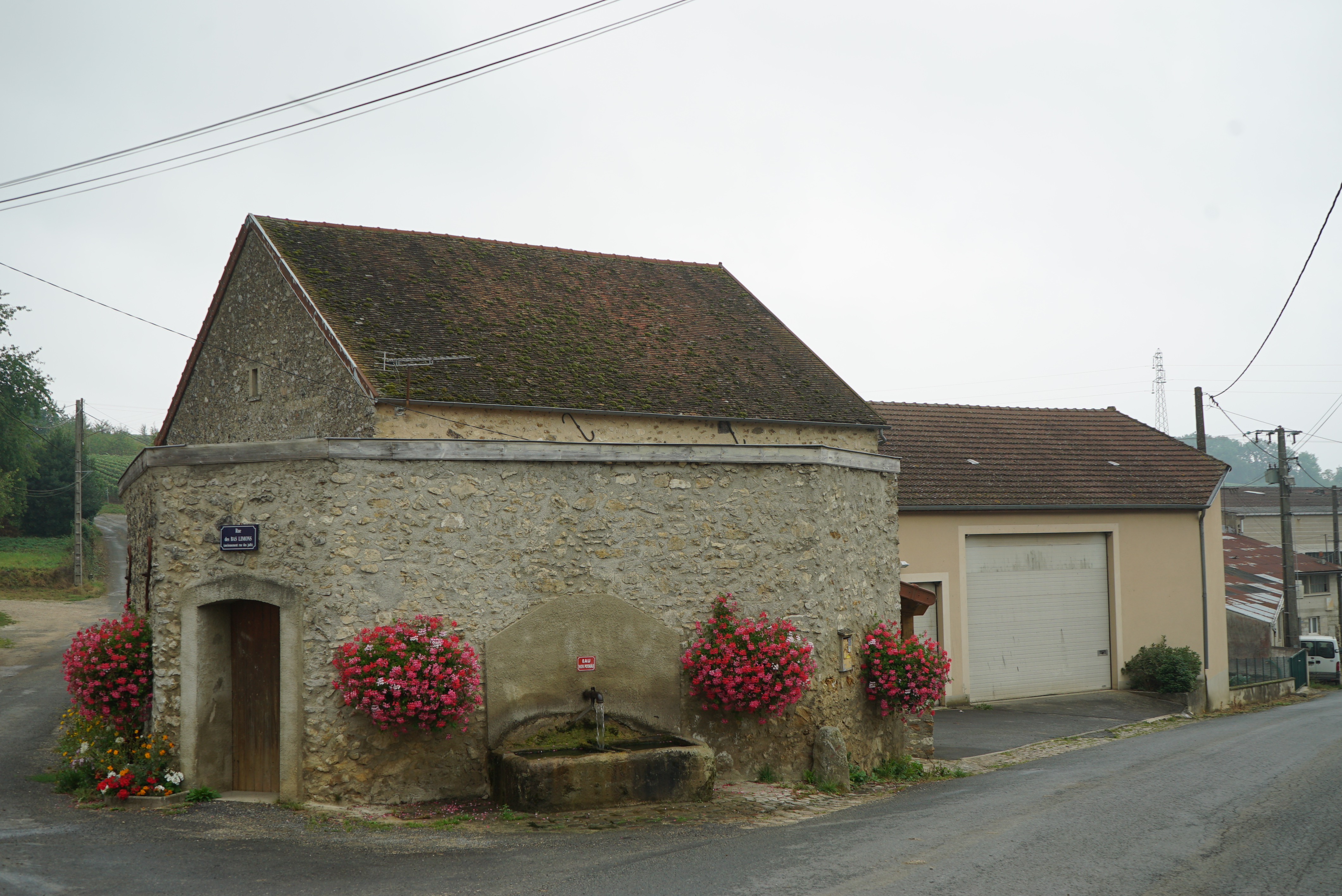
Vassy.

### Planification
Les règles d'urbanisme sur le territoire de Dormans sont déterminées par le schéma de cohérence territoriale d'Épernay et sa Région (SCoTER) approuvé le 5 décembre 2018 et par le plan local d'urbanisme (PLU) de la commune adopté le 25 juillet 2018.

### Habitat et logement
En 2021, Dormans compte 1 693 logements. Ces logements sont à 73 % des maisons. En raison de la prévalence des maisons, les résidences principales de Dormans disposent en moyenne de 4,5 pièces (4,9 pour les maisons et 3,1 pour les appartements). La commune compte par ailleurs environ 200 logements sociaux.
Le tableau ci-dessous présente une comparaison de quelques indicateurs chiffrés du logement pour Dormans, la communauté de communes des Paysages de la Champagne (CCPC), le département de la Marne et la France entière :
|                                                            | Dormans | CCPC   | Marne   | France     |
| ---------------------------------------------------------- | ------- | ------ | ------- | ---------- |
| Ensemble des logements                                     | 1 693   | 11 470 | 300 919 | 37 155 918 |
| Part des résidences principales (en %)                     | 81,9    | 80,9   | 87,5    | 82,2       |
| Part des résidences secondaires (en %)                     | 3,7     | 5,8    | 3,4     | 9,7        |
| Part des logements vacants (en %)                          | 14,4    | 13,4   | 9,1     | 8,1        |
| Part des propriétaires de leur résidence principale (en %) | 56,8    | 76,4   | 52,2    | 57,5       |

À Dormans, en 2021, 81,9 % des logements sont des résidences principales, 3,7 % des résidences secondaires et 14,4 % des logements vacants. Par ailleurs, 56,8 % des ménages sont propriétaires de leur résidence principale. Par rapport à la communauté de communes dans son ensemble, essentiellement rurale, Dormans se démarque par un nombre inférieur de résidences secondaires et surtout de ménages propriétaires de leur résidence principale. Ces chiffres y sont toutefois plus proches de la moyenne départementale. Le nombre relativement important de logements vacants s'explique notamment par une offre en logement en centre-ville inadaptée à la demande, trop petit, ancien et sans jardin.
Parmi les résidences principales construites avant 2019, 10 % avaient été construites avant 1919, 15,8 % entre 1919 et 1945, 24,8 % entre 1946 et 1970, 30,8 % entre 1971 et 1990, 11,6 % entre 1991 et 2005 et 7 % entre 2006 et 2018.
Il est possible de distinguer à Dormans trois vagues d'habitats : les longères historiques, les maisons de maître du XIXe siècle et les constructions récentes en pavillon ou logements collectifs.
Le tableau ci-dessous présente l'évolution du nombre de logements sur le territoire de la commune, par catégorie, depuis 1968 :
|                        | 1968 | 1975  | 1982  | 1990  | 1999  | 2010  | 2015  | 2021  |
| ---------------------- | ---- | ----- | ----- | ----- | ----- | ----- | ----- | ----- |
| Résidences principales | 849  | 972   | 1057  | 1212  | 1297  | 1369  | 1376  | 1386  |
| Résidences secondaires | 60   | 79    | 99    | 93    | 73    | 53    | 41    | 63    |
| Logements vacants      | 56   | 70    | 95    | 125   | 133   | 199   | 243   | 244   |
| Total                  | 965  | 1 121 | 1 251 | 1 430 | 1 503 | 1 621 | 1 660 | 1 693 |

Malgré une diminution de la population depuis 1999, le nombre de logements augmente ; les ménages devenant plus petits.

### Voies de communications et transports

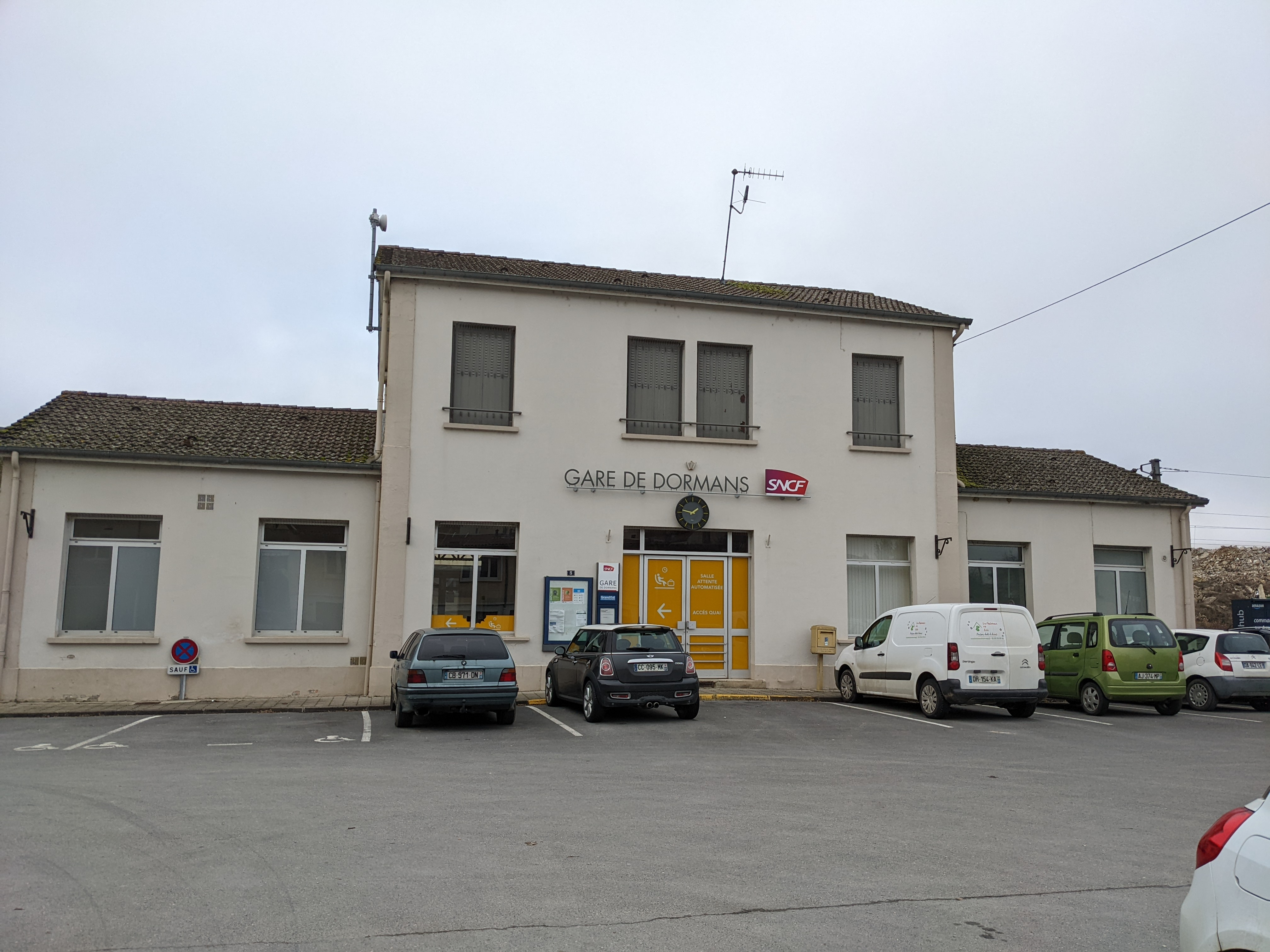
La gare de Dormans.

#### Voies routières
Les deux axes routiers principaux de Dormans sont :
- la route départementale 3 (ancienne RN 3) entre Épernay et Château-Thierry, qui traverse le bourg[Carte 1] ;
- la route départementale 980 (ancienne RN 380), au niveau du Pont de Try, qui relie la commune à l'autoroute A4 (sortie no 21 Dormans) et à Reims[Carte 1].

#### Transports en commun
La gare de Dormans est située sur la ligne de Paris-Est à Strasbourg-Ville entre Château-Thierry et Épernay. Par ce biais, elle est reliée quotidienne par la SNCF à la gare de Paris-Est.
Les temps de trajet en train avec Château-Thierry, Épernay et Paris sont réduits par rapport aux trajets en voiture, mais la fréquence des trains peut limiter l'utilisation des transports en commun.
La commune est également desservie par le réseau de transport Fluo Grand Est.

### Risques naturels et technologiques
Le territoire de Dormans est vulnérable à différents risques naturels et technologiques. La commune est dans l'obligation d'élaborer et publier un document d'information communal sur les risques majeurs ainsi qu'un plan communal de sauvegarde.
La commune est concernée par les risques de mouvements de terrain. Dormans est comprise dans le périmètre du plan de prévention des risques « glissement de terrain de la Côte d'Ile-de-France - secteur de la vallée de la Marne tranche 3 » approuvé en 2014.
Dormans est également concernée par le risque d'inondation, y compris par remontée de nappe. La commune est incluse dans le périmètre du plan des surfaces submersibles du secteur d'Épernay de 1976 et dans le PPRN « inondations par débordement de la Marne sur le secteur d'Épernay » de 2017. La commune a fait l'objet de plusieurs arrêtés reconnaissant l'état de catastrophe naturelle pour des inondations et/ou coulées de boue (en 1983, 1987, 1988, 1992, 1993, 1999 et 2018).
La commune est affectée par le phénomène de retrait-gonflement des argiles (risque fort). Le risque sismique est très faible sur son territoire. De même, le potentiel radon de la commune est faible.
En matière de risques technologiques, Dormans compte une installation classée pour la protection de l'environnement (ICPE) non Seveso : VIVESCIA, une site de stockage de céréales. Le site Géorisques de l'État y recense par ailleurs trois sites concernés par la pollution des sols et 25 sites industriels ou activités de services. La commune est enfin concernée par le transport de matières dangereuses en raison de la présence sur le territoire communal de la ligne ferroviaire de Paris à Strasbourg et des routes départementales 3 et 980.

## Toponymie
Dormans provient du gaulois duro et du latin dūrum « fortification » avec le gaulois mannus « petit cheval de trait ».[réf. incomplète]
Le nom de la localité est attesté sous les formes : Vicus Duromannensis (1085) ; Duromagnis (1129) ; Dormant (1111-1143) ; Dormanz (1150) ; Dormannum (1151) ; Duromannum (1178) ; Vicus Duromanensis, Duromagnum (1186-1187) ; Duromannum (1193) ; Dormans (vers 1222) ; Dormentz (1231) ; Dormanum (1272) ; Dourmant (vers 1274) ; Dourmans (1322) ; Dormens (1344) ; Dorment (1354).
Parmi ses hameaux, Soilly est attesté dès le IXe siècle (Sodoleium), Vassy dès 1168 (Villa que dicitur Waissiacum), Chavenay dès 1239 (Chavenay), Try dès 1293 (Trie) et Vassieux dès 1389 (Vacieux).

## Histoire

### Moyen Âge

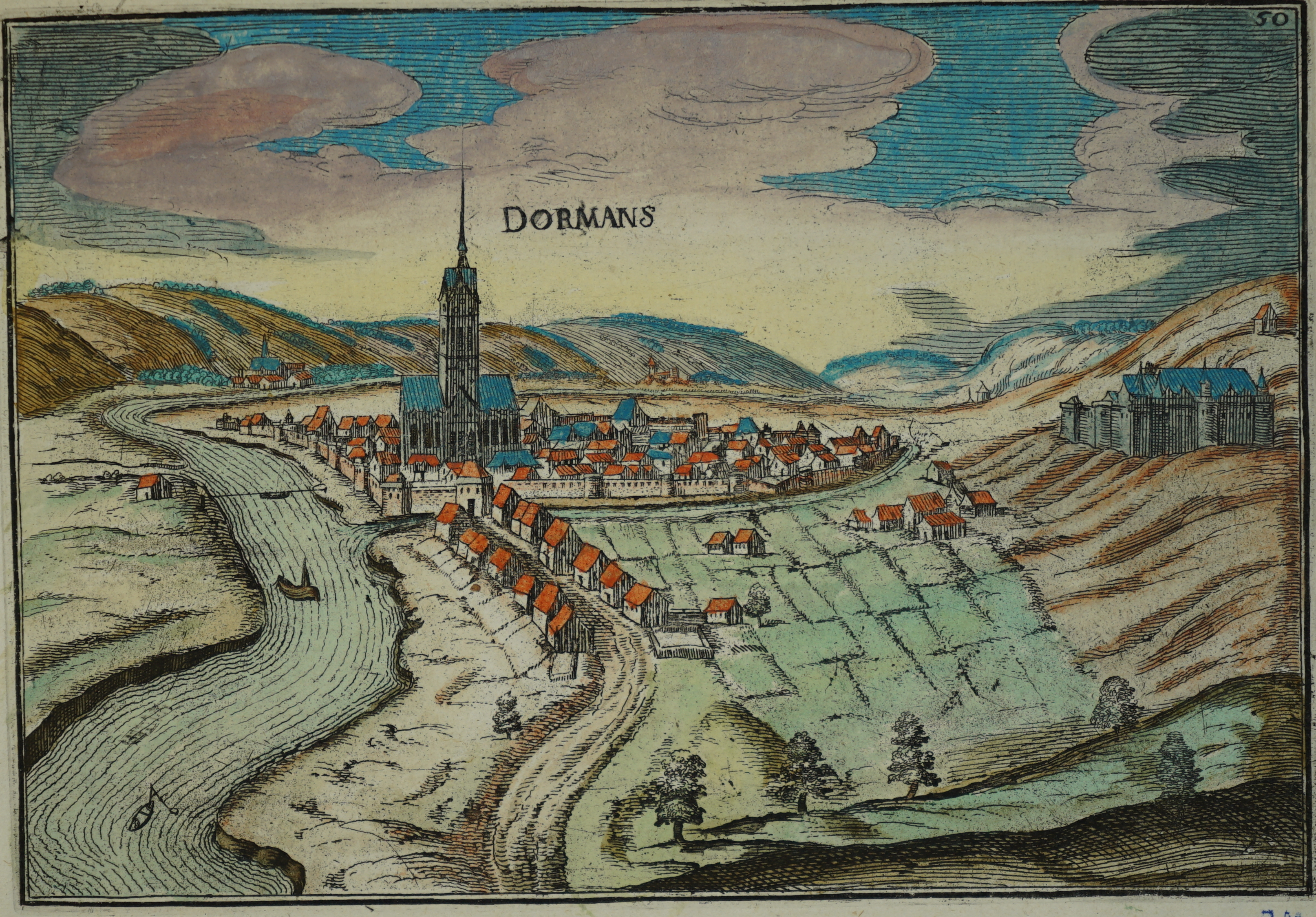
Une gravure de la ville lorsqu'elle faisait partie du gouvernement de Champagne, Christophe Tassin, bibliothèque Carnegie (Reims).

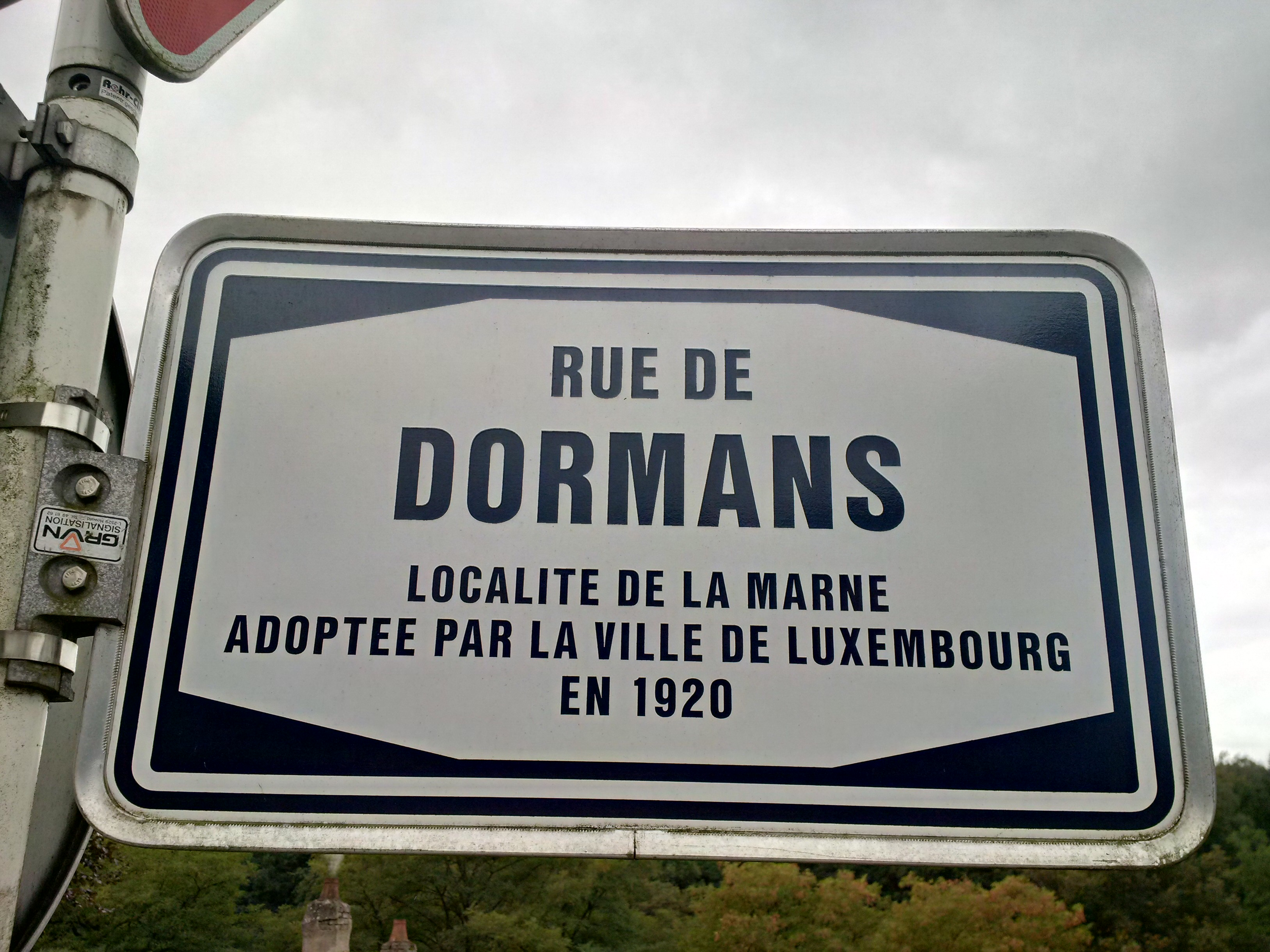
Dormans a été très endommagée pendant la Première Guerre mondiale. La Ville de Luxembourg a adopté la localité afin de contribuer au financement de sa reconstruction.

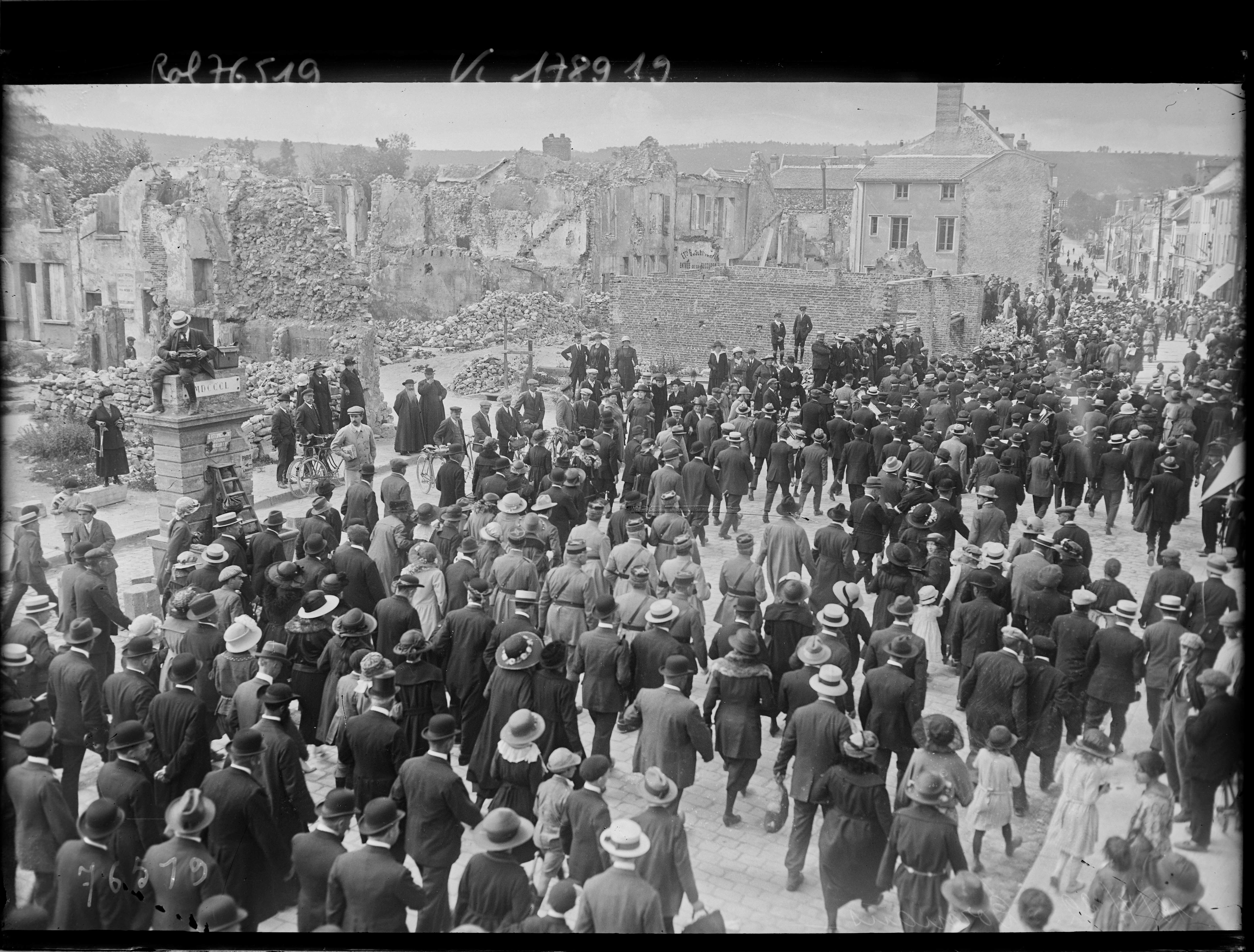
Juillet 1922 à Dormans.

Le premier château de Dormans, un château à motte, aurait été construit vers 930 par des vassaux de Henri Ier l'Oiseleur, sur les hauteurs du parc du château actuel. Un premier village se forme à proximité. Le seigneur de ce château prête ensuite allégeance à la maison de Châtillon.
Au Xe siècle, Dormans appartient aux comtes de Champagne et la châtellenie est apportée en dot par la fille de Thibaut V de Champagne, Jeanne de Champagne à Philippe le Bel.[réf. nécessaire]
Au XIe siècle, un prieuré bénédictin s'implante à proximité de la Marne, non loin de l'emplacement de l'actuelle église Sainte-Hippolyte. Les habitants quittent progressivement le premier village pour s'établir autour du prieuré. Des remparts sont élevés au XIIe siècle.
Le premier château est par ailleurs détruit. Un deuxième château est construit plus à l'est, détruit à son tour au début de la guerre de Cent Ans. Jean de Dormans lance alors la construction de l'actuel château de Dormans. Jean de Dormans, cardinal de Beauvais, y fonde un collège, où l'enseignement est gratuit, avant de fonder à Paris en 1370, sur la montagne Sainte-Geneviève, le collège de Beauvais, ancêtre du lycée Louis-le-Grand où Cyrano de Bergerac fait ses études.[réf. nécessaire]

### Époque moderne
Le 10 octobre 1575 a lieu la bataille de Dormans entre les troupes royales et les Protestants. Au cours de cette bataille, Henri de Guise est blessé au visage, ce qui lui vaut le surnom de Balafré.
La châtellenie de Condé appartenait depuis 1642 à la famille de Condé, le Grand Condé la cédait à son frère Conti qui la vendit en 1660 au maréchal de Broglie, Louis XIV l'érigeait pour lui en comté. En 1760 le comté passait au prince de Ligne qui y faisait une grande fête en 1764 pour la naissance du duc de Bretagne. En 1783 la comtesse de Rouhault en avait la possession et se faisait appeler Dame de Dormans. Sous Louis XIII, les remparts de la ville sont démantelés et le château presque entièrement reconstruit. Jusqu'à la Révolution, Dormans dépendait de la coutume de Vitry.
En 1755, débutent les travaux de la route royale de Paris à Metz (future route nationale 3) qui traverse Dormans.

### Époque contemporaine
La commune est décorée à deux reprises : de la Croix de guerre 1914-1918 le 30 juillet 1920, puis de la Croix de guerre 1939-1945.
Lors de la première puis de la seconde bataille de la Marne, la ville est très endommagée.
En juin 1940, lors de la bataille de France, la ville subit d'importants bombardements. Plusieurs maisons sont détruites, notamment dans le centre-ville. Dormans est ensuite occupée pendant quatre ans. Le 28 août 1944, la commune est libérée de l'occupation allemande par les chars de l'armée américaine.
Un habitant a par ailleurs été admis parmi les 4281 Justes parmi les nations de France pour avoir sauvé des personnes juives persécutées par le régime nazi et le gouvernement de Vichy : Jean Renou.
En décembre 1949, le Général de Gaulle visite Dormans pour inaugurer la rue du Général Leclerc.

## Politique et administration

### Rattachements administratifs et électoraux
La commune se trouve dans l'arrondissement d'Épernay du département de la Marne. Pour l'élection des députés, elle fait partie depuis 2010 de la troisième circonscription de la Marne.
Elle était depuis 1793 le chef-lieu du canton de Dormans. Dans le cadre du redécoupage cantonal de 2014 en France, elle devient le bureau centralisateur du nouveau  canton de Dormans-Paysages de Champagne.

### Intercommunalité
La commune était le siège de la communauté de communes des Coteaux de la Marne, créée fin 1996 et qui regroupait moins de 10 000 habitants.
La loi portant nouvelle organisation territoriale de la République (Loi NOTRe) du 7 août 2015, prévoyant que les établissements publics de coopération intercommunale (EPCI) à fiscalité propre doivent avoir un minimum de 15 000 habitants, cette intercommunalité fusionne avec ses voisines pour former, le 1er janvier 2017, la communauté de communes des Paysages de la Champagne dont Dormans est désormais le siège.

### Liste des maires
| Période                                  | Période                        | Identité                        | Étiquette | Qualité |
| ---------------------------------------- | ------------------------------ | ------------------------------- | --------- | --- |
| Les données manquantes sont à compléter. |                                |                                 |           | |
|                                          |                                | Louis François Vicomte de Lalot |           | Propriétaire, ancien officier de cavalerie Conseiller général de Dormans (1848 → 1870) |
| 1908                                     | 1920                           | Louis Moret                     |           | Médecin Conseiller général de Dormans (1910 → 1920) |
| 1920                                     | mars 1923                      | Arthur Joseph Doublet-Dedun     |           | |
| 1923                                     | mars 1925                      | Ernest Grelot                   |           | |
| 1925                                     | mars 1938                      | Louis Eugène Marchal            |           | |
| 1938                                     | mars 1940                      | Émile Martin                    |           | |
| mars 1965                                | mars 1983                      | Robert Rennepont                |           | |
| mars 1983                                | mars 1989                      | André Barbier                   |           | |
| mars 1989                                | juin 1995                      | Jean Leriche                    |           | |
| juin 1995                                | mars 2001                      | Serge Lafon                     |           | |
| mars 2001                                | novembre 2017                  | Christian Bruyen,               | DVD       | Conseiller général de Dormans (2001 → 2015) Conseiller départemental de Dormans- Paysages de Champagne (2015 → ) Président de la CC des Paysages de la Champagne (2017 → 2020) Démissionnaire à la suite de son élection comme président du conseil départemental de la Marne |
| novembre 2017                            | En cours (au 17 novembre 2017) | Michel Courteaux                | DVD       | Retraité |

### Budget et fiscalité 2021
En 2021, le budget de la commune était constitué ainsi :
- total des produits de fonctionnement : 3 153 000 €, soit 1 064 € par habitant ;
- total des charges de fonctionnement : 2 495 000 €, soit 842 € par habitant ;
- total des ressources d'investissement : 804 000 €, soit 271 € par habitant ;
- total des emplois d'investissement : 693 000 €, soit 234 € par habitant ;
- endettement : 2 207 000 €, soit 745 € par habitant.

Avec les taux de fiscalité suivants :
- taxe d'habitation : 15,83 % ;
- taxe foncière sur les propriétés bâties : 32,51 % ;
- taxe foncière sur les propriétés non bâties : 33,78 % ;
- taxe additionnelle à la taxe foncière sur les propriétés non bâties : 13,17 % ;
- cotisation foncière des entreprises : 14,27 %.

### Jumelages
La commune de Dormans est jumelée avec :
- Dorsten (Allemagne) depuis 1981[67] ;
- le 5e régiment de dragons, unité de cavalerie des Forces armées françaises avec qui une charte de jumelage a été signée en 2021[68].

## Équipements et services publics

### Eau et déchets
L'approvisionnement en eau potable et l'assainissement des eaux usées sont des compétences de la communauté de communes des Paysages de la Champagne. La commune de Dormans est alimentée en eau potable par la station de pompage de Try, à l'exception du hameau de Soilly où l'eau provient de plus de trois captages et est achetée à l'Union des Services d'Eau du Sud de l'Aisne (USESA). La production et la distribution d'eau potable font l'objet d'une délégation de service public confiée à Suez jusqu'en 2029. Dormans accueille une station d'épuration à boues activées d'une capacité de 5 300 équivalent-habitants sur son territoire. L'assainissement collectif y est assuré par Veolia dans le cadre d'une délégation de service public confiée par la communauté de communes et courant jusqu'en 2029.
La communauté de communes est également compétente en matière de déchets. La collecte des ordures ménagères résiduelles et des déchets recyclables est réalisée en porte à porte. La communauté de commune adhérant au syndicat de valorisation des ordures ménagères de la Marne (SYVALOM), ces déchets sont amenés au centre de transfert départemental de Pierry puis valorisés sur le site de La Veuve. La collecte du verre et des textiles se fait en apport volontaire. La communauté de communes met par ailleurs six déchèteries à disposition de ses habitants, accessibles après création d'une carte d'accès : à Châtillon-sur-Marne, Damery-Venteuil, Fèrebrianges, Mareuil-le-Port, Montmort-Lucy et Trélou-sur-Marne.

### Enseignement
Dormans fait partie de l'académie de Reims.
La commune gère la crèche municipale « Les Bouts d’Choux ». La crèche accueille 40 enfants à la rentrée 2023.
Les deux écoles de la ville sont l'école maternelle des Érables de 92 élèves et l'école élémentaire du Gault de 164 élèves.
Dormans compte également un collège, nommé en l'honneur de Claude-Nicolas Ledoux,. À la rentrée scolaire 2023, le collège accueille 404 élèves et comprend deux classes de section d'enseignement général et professionnel adapté (SEGPA) et une  unité localisée pour l'inclusion scolaire (ULIS). Le collège est rattaché au lycée Stéphane-Hessel d'Épernay.
De 1958 à 1994, la commune comptait également un internat accueillant des enfants dont les parents résident à l'étanger, notamment en Afrique (l'Institut France-Afrique puis l'Institut International de Champagne). Installé dans le château de la Gravoise, l'institution accueille jusqu'à 140 élèves. Le 21 avril 1982, un incendie touche le bâtiment, tuant quatre personnes. L'institution ne se remet pas de cet événement.

### Santé
Dormans compte plusieurs professionnels de santé, recensé dans un annuaire de santé publié par la commune.
Dans sa version 2023, cet annuaire recense au sein de la maison de santé située 32 rue de Varennes : quatre médecins généralistes, trois cabinets infirmiers, deux psychologues cliniciens, deux masseurs-kinésithérapeutes, un chirurgien-dentiste, un ophtalmologue, un ostéopathe, un pédicure-podologue, une sage-femme et un diététicien. La maison de santé accueille par ailleurs un centre local d'information et de coordination pour les personnes âgées.
En dehors de cette maison de santé, on trouve à Dormans : un médecin généraliste, deux chirurgiens-dentistes, deux masseurs-kinésithérapeutes, un pédicure-podologue et un cabinet de chiropraticiens.
Cette offre de santé est complétée par deux pharmacies, situées dans la rue principale, et un établissement d'hébergement pour personnes âgées dépendantes (EHPAD) d'une capacité de 70 lits, ouvert en 2018 et rattaché au centre hospitalier Auban-Moët d'Épernay.
Les hôpitaux les plus proches dotés de services d'urgences sont les centres hospitaliers d'Épernay et de Château-Thierry.

### Équipements culturels
La bibliothèque municipale, son espace multimédia et sa ludothèque sont situés au sein du centre socio-culturel de Dormans, rue du Général Leclerc, géré par l'association des Familles rurales,. La bibliothèque met environ 3 000 ouvrages à disposition de ses adhérents.
La commune dispose d'une école de musique, installée dans la Salle de Musique de Dormans (rue Dumont Belcourt). L'école, associative, accueille les enfants à partir de 4 ans ainsi que les adultes.
Dormans compte également un écomusée, le Moulin d'en Haut. Situé au sein du parc du château de Dormans, il est consacré à la vie des paysans champenois du début du XXe siècle.

### Postes et télécommunications
La commune dispose d'un bureau de poste, installé rue Carnot. Plusieurs boîtes aux lettres de La Poste se trouvent par ailleurs sur son territoire : 8 boîtes dans la ville de Dormans, une à Chavenay (rue de Condé), une à Soilly (rue Franche) et une à Vassieux (place Saint Pothin).

### Justice, sécurité et secours
Du point de vue judiciaire, Dormans relève du conseil de prud'hommes d'Épernay, du tribunal de commerce de Reims, du tribunal judiciaire, du tribunal paritaire des baux ruraux et du tribunal pour enfants de Châlons-en-Champagne, dans le ressort de la cour d'appel de Reims. Pour le contentieux administratif, la commune dépend du tribunal administratif de Châlons-en-Champagne et de la cour administrative d'appel de Nancy.
Dormans est située en secteur Gendarmerie nationale et dispose de sa propre brigade, qui couvre 13 communes.
En matière d'incendie et de secours, Dormans accueille un centre d'incendie et de secours dépendant du Service départemental d'incendie et de secours (SDIS) de la Marne.

## Population et société

### Démographie

#### Évolution démographique
L'évolution du nombre d'habitants est connue à travers les recensements de la population effectués dans la commune depuis 1793. Pour les communes de moins de 10 000 habitants, une enquête de recensement portant sur toute la population est réalisée tous les cinq ans, les populations de référence des années intermédiaires étant quant à elles estimées par interpolation ou extrapolation. Pour la commune, le premier recensement exhaustif entrant dans le cadre du nouveau dispositif a été réalisé en 2005.

En 2022, la commune comptait 2 898 habitants, en évolution de −0,82 % par rapport à 2016 (Marne : −1,19 %, France hors Mayotte : +2,11 %).
| 1793  | 1800  | 1806  | 1821  | 1831  | 1836  | 1841  | 1846  | 1851  |
| ----- | ----- | ----- | ----- | ----- | ----- | ----- | ----- | ----- |
| 2 163 | 2 109 | 2 227 | 2 012 | 2 101 | 2 105 | 2 148 | 2 232 | 2 244 |

| 1856  | 1861  | 1866  | 1872  | 1876  | 1881  | 1886  | 1891  | 1896  |
| ----- | ----- | ----- | ----- | ----- | ----- | ----- | ----- | ----- |
| 2 134 | 2 244 | 2 223 | 2 026 | 2 146 | 2 179 | 2 260 | 2 267 | 2 231 |

| 1901  | 1906  | 1911  | 1921  | 1926  | 1931  | 1936  | 1946  | 1954  |
| ----- | ----- | ----- | ----- | ----- | ----- | ----- | ----- | ----- |
| 2 153 | 2 250 | 2 126 | 1 875 | 2 156 | 2 104 | 2 014 | 1 859 | 1 970 |

| 1962  | 1968  | 1975  | 1982  | 1990  | 1999  | 2005  | 2006  | 2010  |
| ----- | ----- | ----- | ----- | ----- | ----- | ----- | ----- | ----- |
| 2 210 | 2 413 | 2 950 | 2 920 | 3 125 | 3 126 | 3 004 | 2 992 | 2 906 |

| 2015  | 2020  | 2022  | - | - | - | - | - | - |
| ----- | ----- | ----- | - | - | - | - | - | - |
| 2 929 | 2 916 | 2 898 | - | - | - | - | - | - |

#### Pyramide des âges
La population de Dormans est relativement âgée.
En 2021, 29,5 % des Dormanistes avaient moins de 30 ans, contre 29,1 % à l'échelle de l'intercommunalité et 36,4 % à l'échelle du département. Au contraire, 33,8 % avaient 60 ans ou plus, contre 29,7 % au niveau intercommunal et 26,2 % au niveau départemental,,.
Les pyramides des âges de la commune et du département s'établissent comme suit :
| Hommes | Classe d’âge | Femmes |
| ------ | ------------ | ------ |
| 1,4    | 90 ou +      | 3,1    |
| 9,3    | 75-89 ans    | 13,1   |
| 19,2   | 60-74 ans    | 21,1   |
| 20,9   | 45-59 ans    | 20,0   |
| 17,9   | 30-44 ans    | 14,9   |
| 14,2   | 15-29 ans    | 12,4   |
| 17,1   | 0-14 ans     | 15,4   |

| Hommes | Classe d’âge | Femmes |
| ------ | ------------ | ------ |
| 0,6    | 90 ou +      | 1,8    |
| 6,5    | 75-89 ans    | 9,2    |
| 16,5   | 60-74 ans    | 17,8   |
| 19,7   | 45-59 ans    | 19,1   |
| 18,6   | 30-44 ans    | 17,5   |
| 19,9   | 15-29 ans    | 18,2   |
| 18,2   | 0-14 ans     | 16,6   |

### Sports et loisirs
Dormans accueille plusieurs équipements sportifs : deux gymnases, deux stades d'athlétisme, deux tennis, deux boulodromes et une salle de sports de combat. En extérieur, on y trouve également des terrains de jeux pour enfants ainsi qu'une aire de sports de glisse terrestres (roller et skate).
La piscine municipale est située en extérieur dans l'enceinte du camping communal, sur le territoire de la commune voisine de Trélou-sur-Marne. La piscine comprend trois bassins chauffés ouverts aux clients du camping mais également aux habitants. Une halte nautique se trouve à proximité du camping, sur la Marne.

### Vie associative
La commune publie un annuaire associatif de Dormans. Celui recense dans son édition 2024 : 5 associations culturelles, 3 associations festives, 4 associations patriotiques, 5 associations sociales, 12 associations sportives et 7 associations diverses. Tous les deux ans, en septembre, la commune organise un forum des associations.
En 2019, la commune a acquis le château de la Gravoise et compte y installer une maison des associations.

### Manifestations culturelles et festivités
La fête patronale de Soilly a lieu courant juillet ; celle de Dormans se déroule autour du 15 août.
Fin octobre, se déroule la foire de Saint-Crépin, qui accueille une centaine d'exposants et commerçants dans le centre-ville de Dormans,.
De nombreuses autres manifestations sont organisées à Dormans — en particulier dans le centre-ville ou le parc du château — par la commune, l'intercommunalité ou des associations,.

### Cultes
Pour le culte catholique, Dormans est le siège de la paroisse Saint-Hildegrin - Vallée de la Marne au sein du diocèse de Châlons-en-Champagne.

### Médias
La presse écrite régionale comprend le quotidien L'Union et l'hebdomadaire L'Hebdo du vendredi.
Parmi les stations de radio locales, il est possible de citer Ici Champagne-Ardenne et Champagne FM.

## Économie

### Revenus de la population et fiscalité
En 2021, la commune compte 1 359 ménages fiscaux, regroupant 2 734 personnes. 47 % des ménages fiscaux sont alors soumis à l'impôt sur le revenu.
Le revenu disponible par unité de consommation est alors de 21 850 €, inférieur à celui de la communauté de communes des Paysages de la Champagne (24 050 €), du département de la Marne (22 830 €) et de la France métropolitaine (23 080 €).
Son taux de pauvreté est alors de 16 %, supérieur à celui de la communauté de communes (10 %), du département (15 %) et de la France métropolitaine (14,9 %).

### Emploi et entreprises
Dormans appartient à la zone d'emploi d'Épernay.
En 2021, le taux d'activité des 15-64 ans est de 78,3 %, équivalent à celui de la communauté de communes (79,7 %) et supérieur à celui du département (74 %) et de la France métropolitaine (74,9 %). Pour cette même catégorie de population, le taux de chômage est de 12,9 % contre 8 % pour la communauté de communes, 12,1 % pour la Marne et 11,7 % pour la France métropolitaine.
En 2021, Dormans compte 1 330 emplois, dont 80,5 % de salariés et 19,5 % de non-salariés. Avec 1 183 actifs y résidant, la commune a alors un indicateur de concentration d'emploi de 112,5. Dans les faits, 44 % des actifs résidant à Dormans y travaillent tandis que 56 % travaillent dans une autre commune.
En 2022, la commune compte 272 établissements économiquement actifs (hors agriculture). Le tableau ci-dessous présente les caractéristiques des 193 établissements (hors défense) employant des salariés :
|                                                              | Nombre | %    | Effectifs | %    |
| ------------------------------------------------------------ | ------ | ---- | --------- | ---- |
| Agriculture, sylviculture et pêche                           | 52     | 26,9 | 90        | 8,3  |
| Industrie                                                    | 11     | 5,7  | 107       | 9,9  |
| Construction                                                 | 18     | 9,3  | 93        | 8,6  |
| Commerce, transports, services divers                        | 94     | 48,7 | 460       | 42,4 |
| Administration publique, enseignement, santé, action sociale | 18     | 9,3  | 335       | 30,9 |
| Total                                                        | 193    | -    | 1 085     | -    |

### Agriculture et viticulture
En 2020, Dormans compte 124 exploitations agricoles, pour une surface agricole utilisée de 729 hectares et 168 emplois à temps plein. Selon l'Agreste, la production agricole de la commune est spécialisée dans la viticulture.
Bien que les grandes cultures céréalières (blé, orge, maïs) occupent la majorité de la surface agricole (environ 75 %), notamment dans la vallée et sur le plateau, la culture de la vigne des coteaux est plus importante en nombre d'exploitations et d'activité économique.
Dormans est en effet située en plein cœur de la Vallée de la Marne, l'une des grandes zones de production du champagne. Le vignoble est situé plus particulièrement sur ses hameaux : Try, Vassieux, Vassy, Chavenay et Soilly. La commune compte 203 déclarants, cultivant un vignoble couvrant une superficie de 345 ha, réparti en 302 ha de pinot meunier, 26 ha de pinot noir et 17 ha de chardonnay.

### Industrie, commerces et tourisme

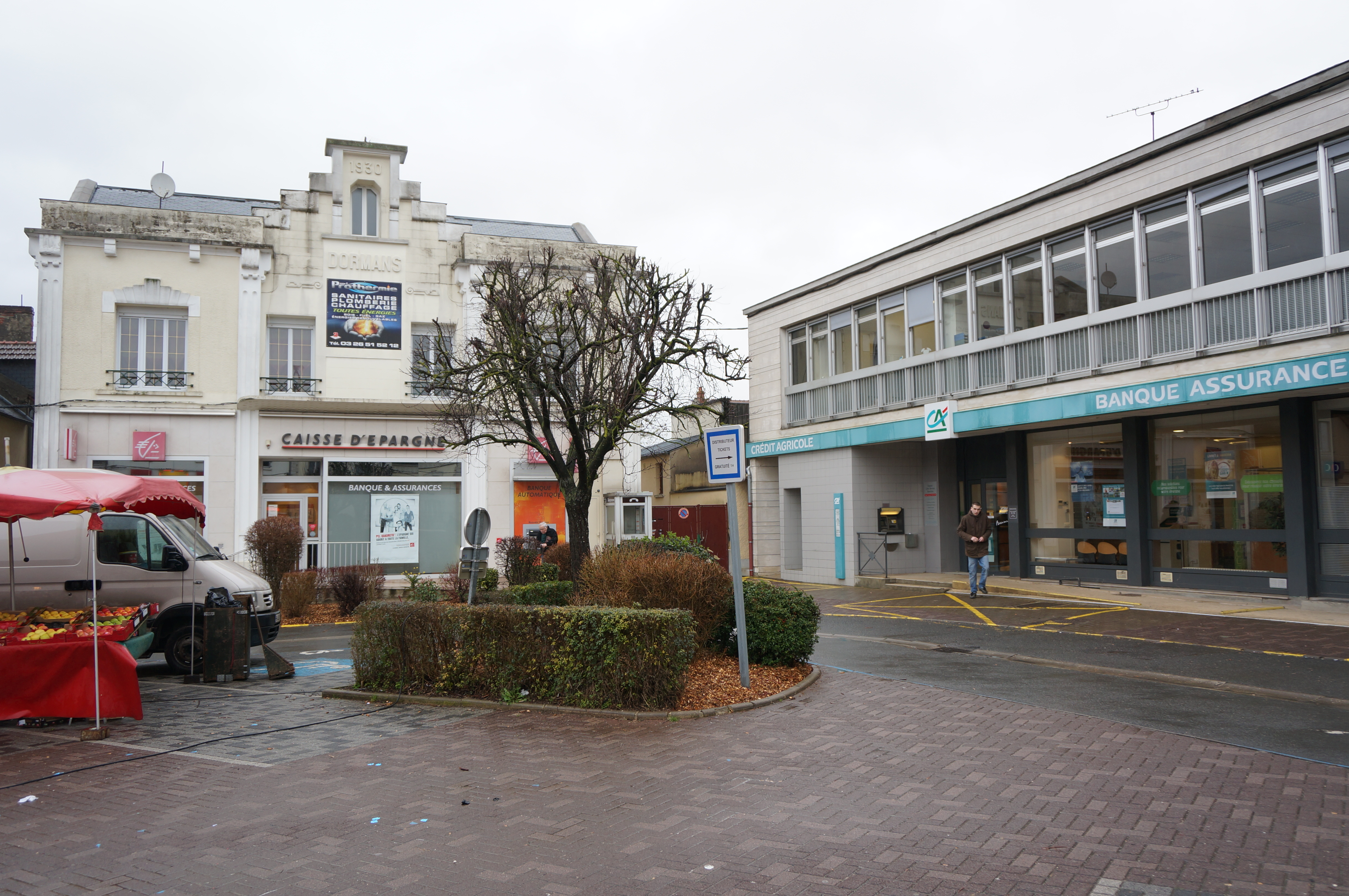
La place de Luxembourg et ses commerces.

La zone industrielle de Varennes se trouve au nord de la commune entre la route départementale 3 et la voie ferrée.
En 2010, Dormans compte de nombreux commerces et services, essentiellement localités dans le centre-ville : restaurants, boulangeries, boucheries, fleuristes, coiffeurs, magasins d'habillement, opticiens, banques, agences immobilières, librairie, etc.. La commune dispose également de quatre supermarchés et quatre stations-service.
Dormans accueille dans le parc du château l'un des deux bureaux d'information touristique de la communauté de communes. Le tourisme local repose notamment sur la mémoire de la Première Guerre mondiale et sur l'œnotourisme. Au 1er janvier 2025, la commune compte deux hôtels. La commune est également propriétaire d'un camping équipé d'une piscine, ouvert en 1965 et situé sur la commune voisine de Trélou-sur-Marne.

## Culture locale et patrimoine

### Lieux et monuments

#### Patrimoine religieux
La commune de Dormans compte deux églises classées monument historique : l'église Saint-Hippolyte de Dormans et l'église Saint-Martin de Soilly.
L'église Saint-Hippolyte de Dormans est construite aux XIe et XIIe siècles[réf. nécessaire]. Sa nef et sa tour-porche, de style roman, datent de cette époque,. Au XIIIe siècle, sont édifiés sa tour-clocher, son chœur et son transept dans un style gothique. Au XVIe siècle, ce sont ses bas-côtés qui sont élargis. À l'intérieur, on trouve un orgue datant de 1882. Dans le presbytère, deux bâtons de chantre du XVIIIe siècle représentant la Vierge à l'Enfant et saint Hippolyte sont classés monument historique en tant qu'objet.
L'église Saint-Martin de Soilly est construite dans un style roman. Elle est notamment remarquable pour son narthex. Elle abrite plusieurs éléments classés ou inscrits monuments historiques au titre objet : des fonts baptismaux du XIIIe siècle, une statue en pierre de la Vierge à l'Enfant du XIVe siècle et un autel en bois du XIXe siècle surmonté d'un tableau de saint Hubert du XVIIIe siècle.
Le hameau de Vassy accueille une chapelle Sainte-Eulalie, construite au milieu du XIXe siècle. Elle succède à une autre chapelle dédiée à Eulalie de Mérida, construite au XIIe siècle à proximité du château et détruite au XVIIIe siècle.
La mairie abrite par ailleurs plusieurs statues inscrites monument historique au titre objet et qui se trouvaient autrefois dans les églises de la ville : un Christ en croix en fer du XVIe siècle, deux statues en bois peint du XVIe siècle représentant une Vierge à l'Enfant et sainte Catherine, et une statue en bois peint de sainte Eulalie du XIXe siècle.

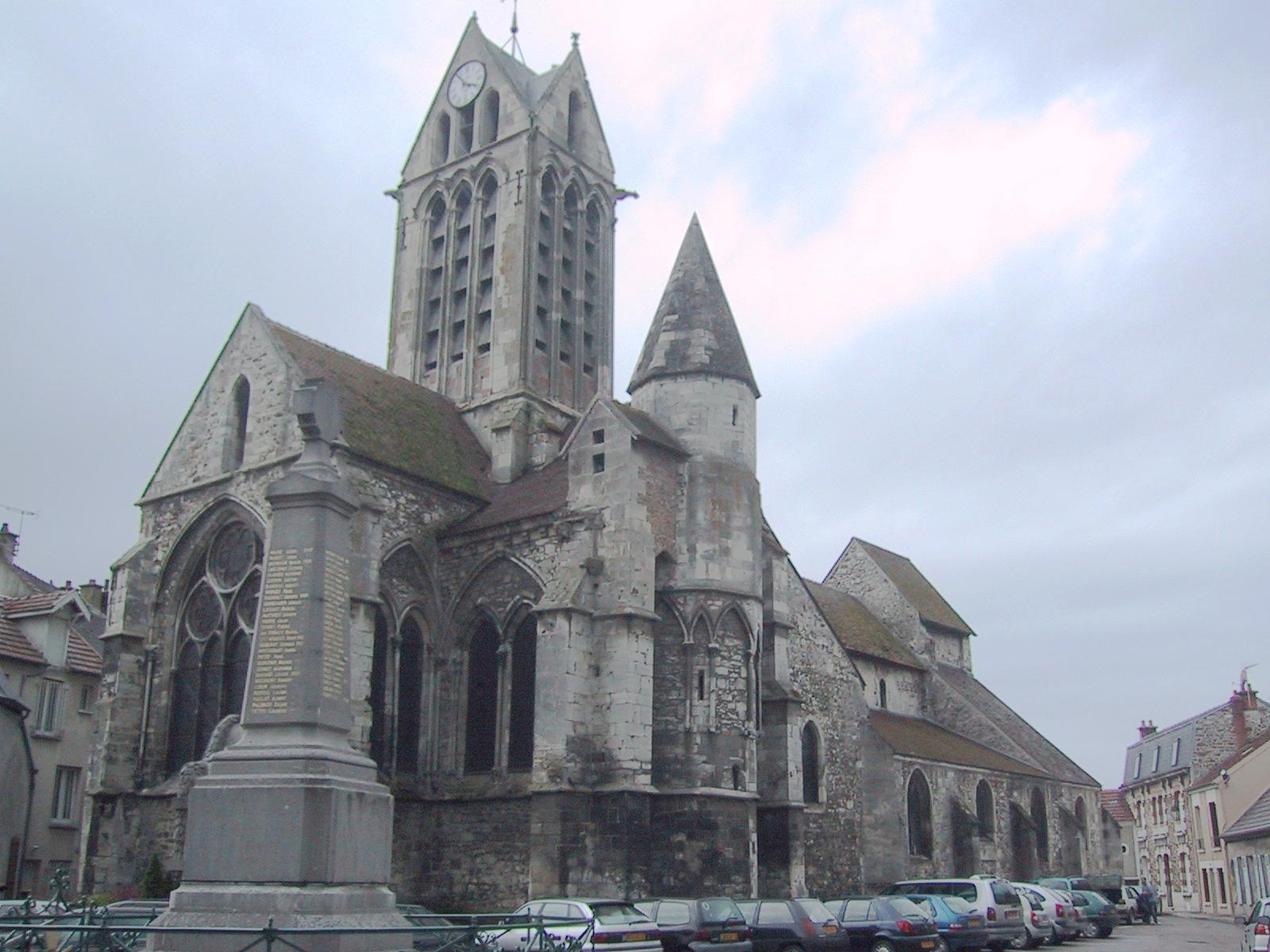
L'église Saint-Hippolyte.
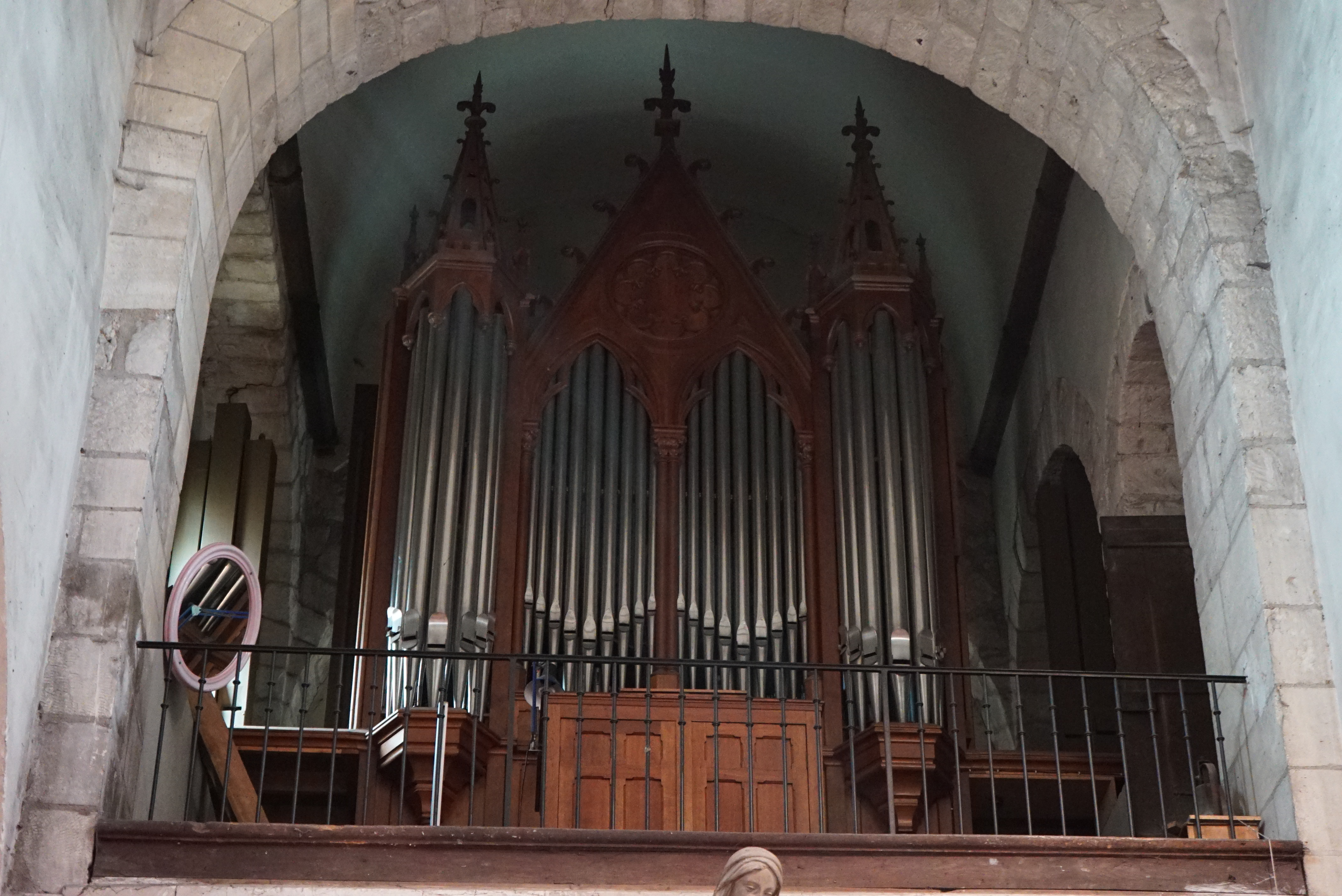
Orgue de l'église Saint-Hippolyte.
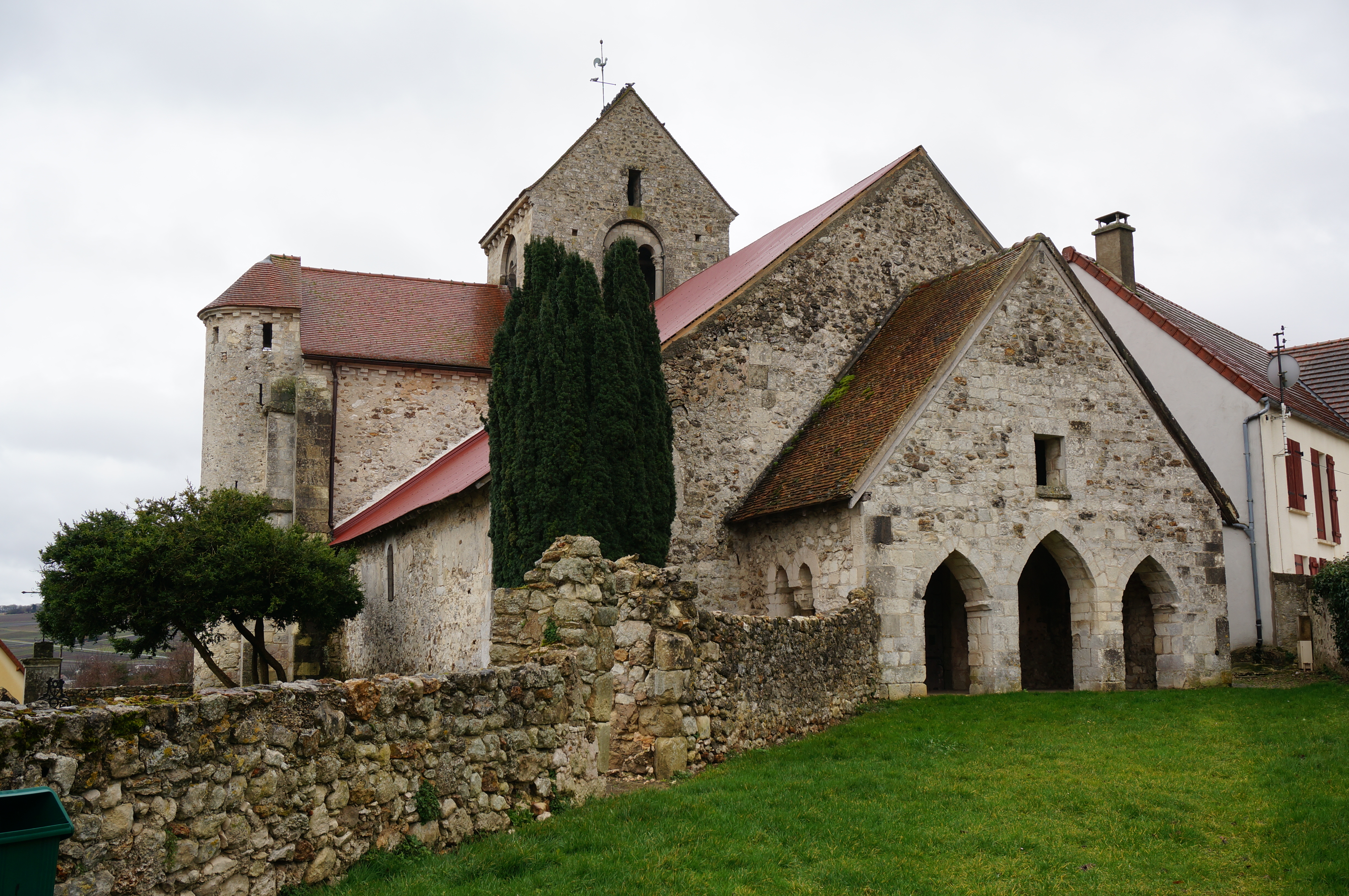
L'église de Soilly.

#### Château et son parc
Le château de Dormans est construit au XIVe siècle,. par Jean de Dormans. Il garde de cette époque ses deux tours à mâchicoulis, malgré sa transformation en palais au cours des siècles suivants.
Le château se trouve au cœur d'un parc de 25 hectares, qui mêle jardin à la française, jardin champêtre, arboretum et verger conservatoire. Ouvert gratuitement au public toute l'année, le parc comprend un étang, un ancien moulin et plusieurs espaces de pique-nique.

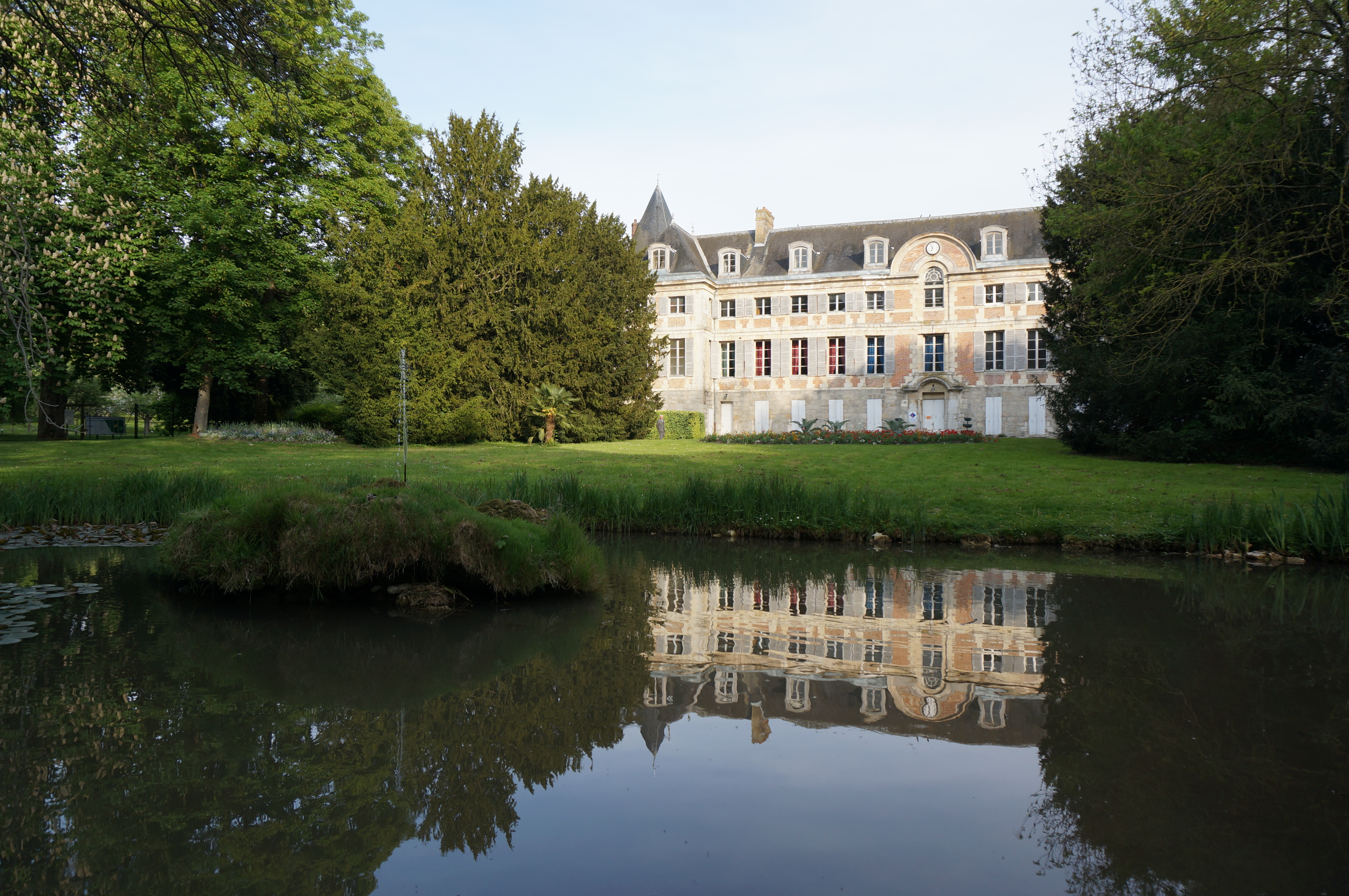
La façade nord du château.
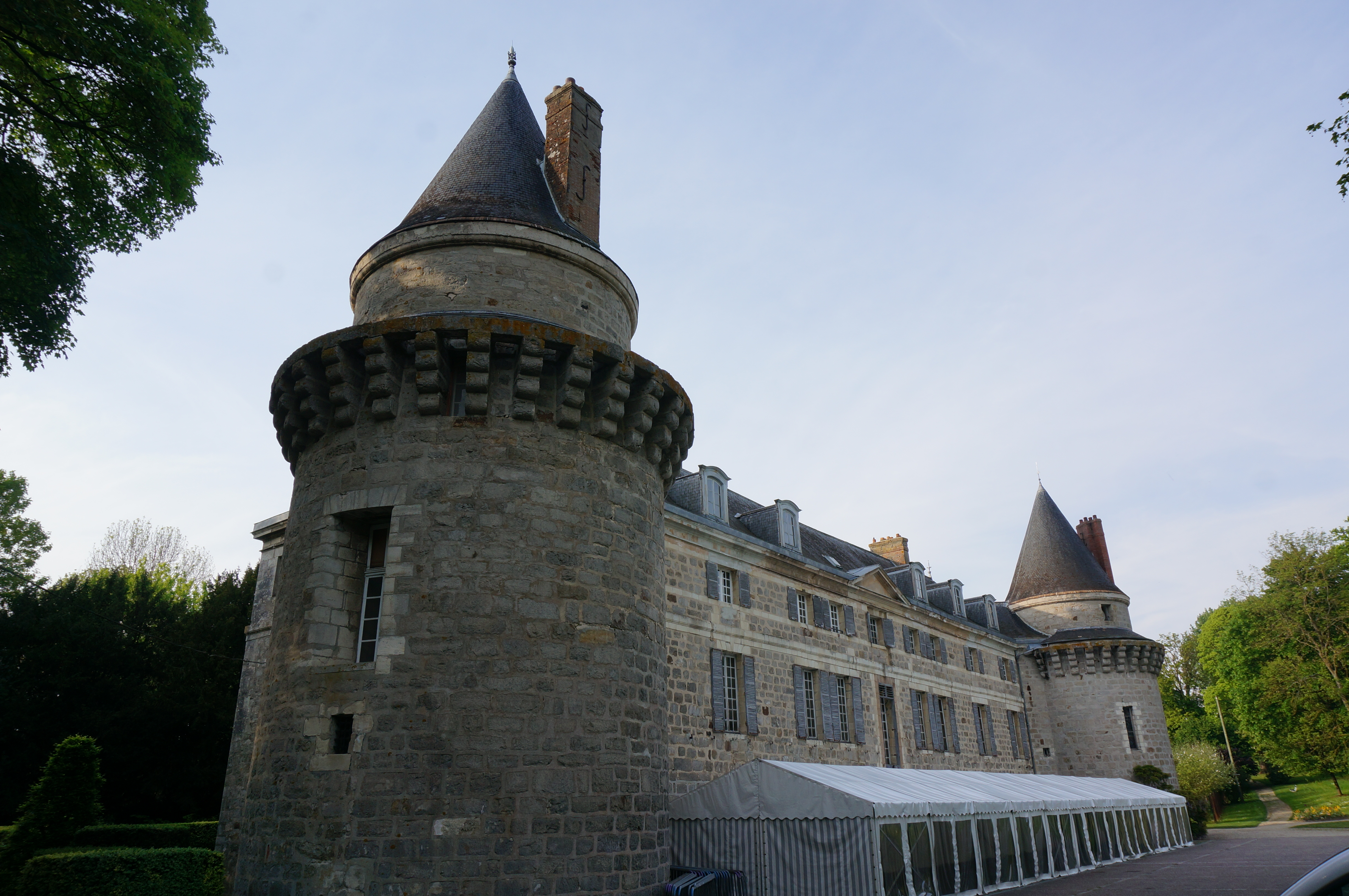
La façade sud du château.
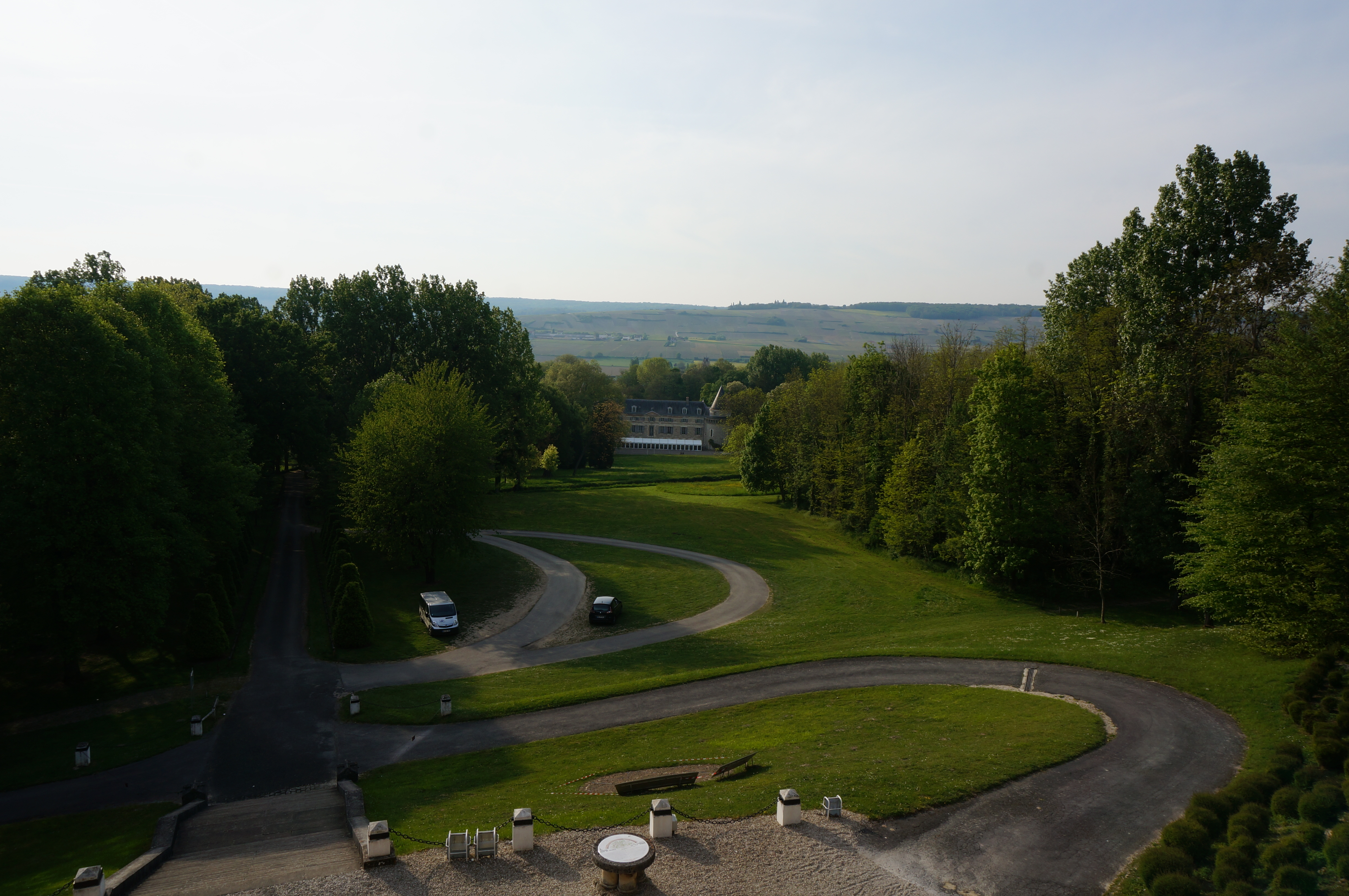
Le parc vu du Mémorial.
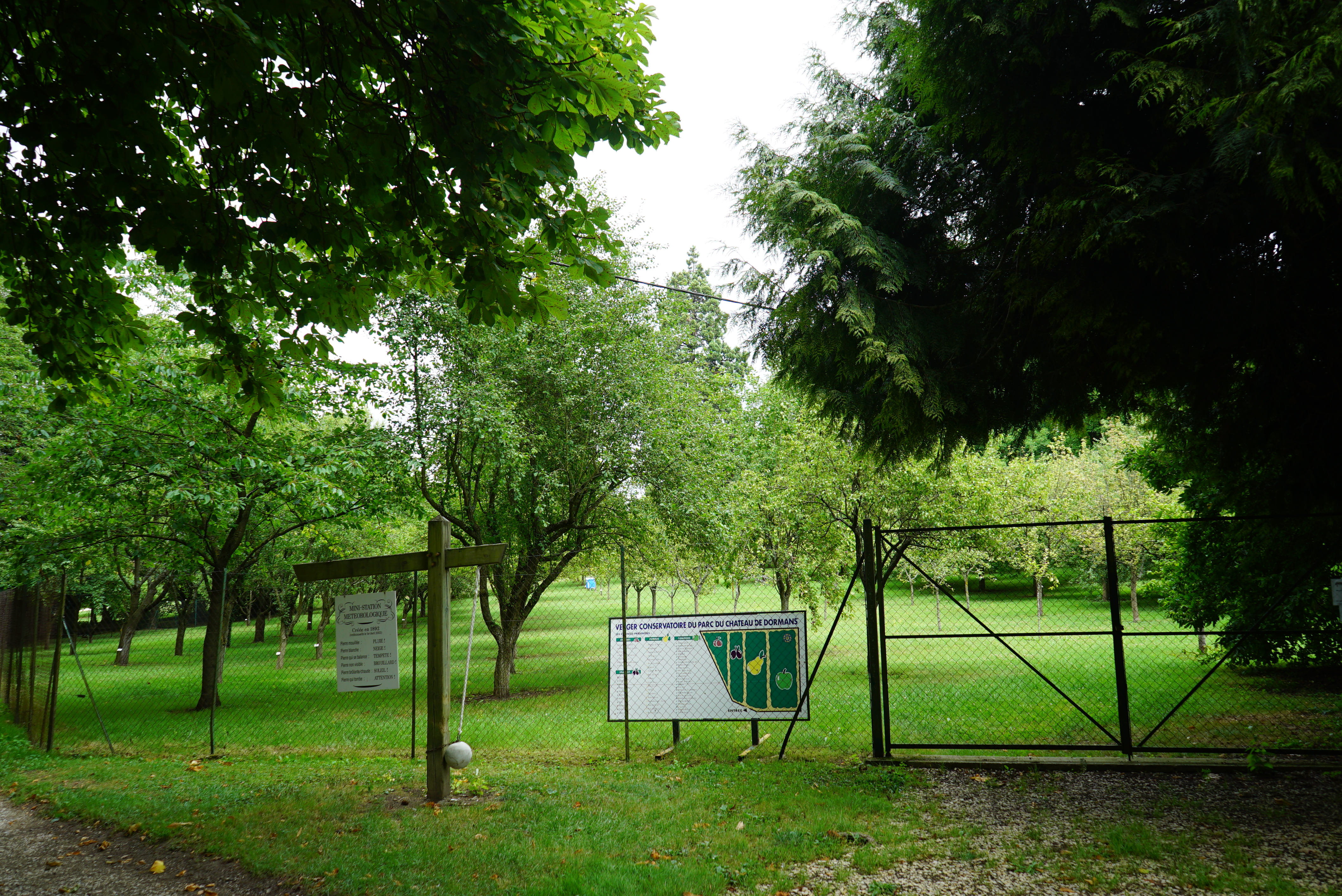
Le verger conservatoire.

#### Patrimoine mémoriel
En 1918, Dormans s'est trouvée au cœur de la deuxième bataille de la Marne. À ce titre, elle accueille plusieurs monuments mémoriels dont le Mémorial des batailles de la Marne et des cimetières militaires.
Le mémorial des batailles de la Marne est construit entre 1921 et 1931, dans le parc du château de Dormans, pour commémorer les deux batailles de la Marne, de septembre 1914 et juillet 1918. Le site est choisi par le maréchal Foch qui le déclare « lieu synthétique de ces deux batailles ».
Entre 1918 et 1922, des cimetières sont aménagés à Dormans pour accueillir les dépouilles de soldats tués au combat. La nécropole nationale de Dormans est le lieu de repos des dépouilles de 1 895 soldats français et de 22 soldats britanniques. 34 combattants morts pour la France au cours de la Seconde Guerre mondiale les rejoignent dans les années 1950. La nécropole nationale jouxte un cimetière allemand, comprenant également près de 2 000 dépouilles de soldats allemands tués lors de la Première Guerre mondiale.
La commune compte également deux monument aux morts :
- sur la place de l'église Saint-Hippolyte, une colonne quadrangulaire surmontée d'une croix de guerre, inaugurée en 1922, commémore les deux guerres mondiales[139] ;
- à Soilly, face au cimetière, un mur commémore également les deux conflits mondiaux (1914-1918 et 1939-1945)[140].

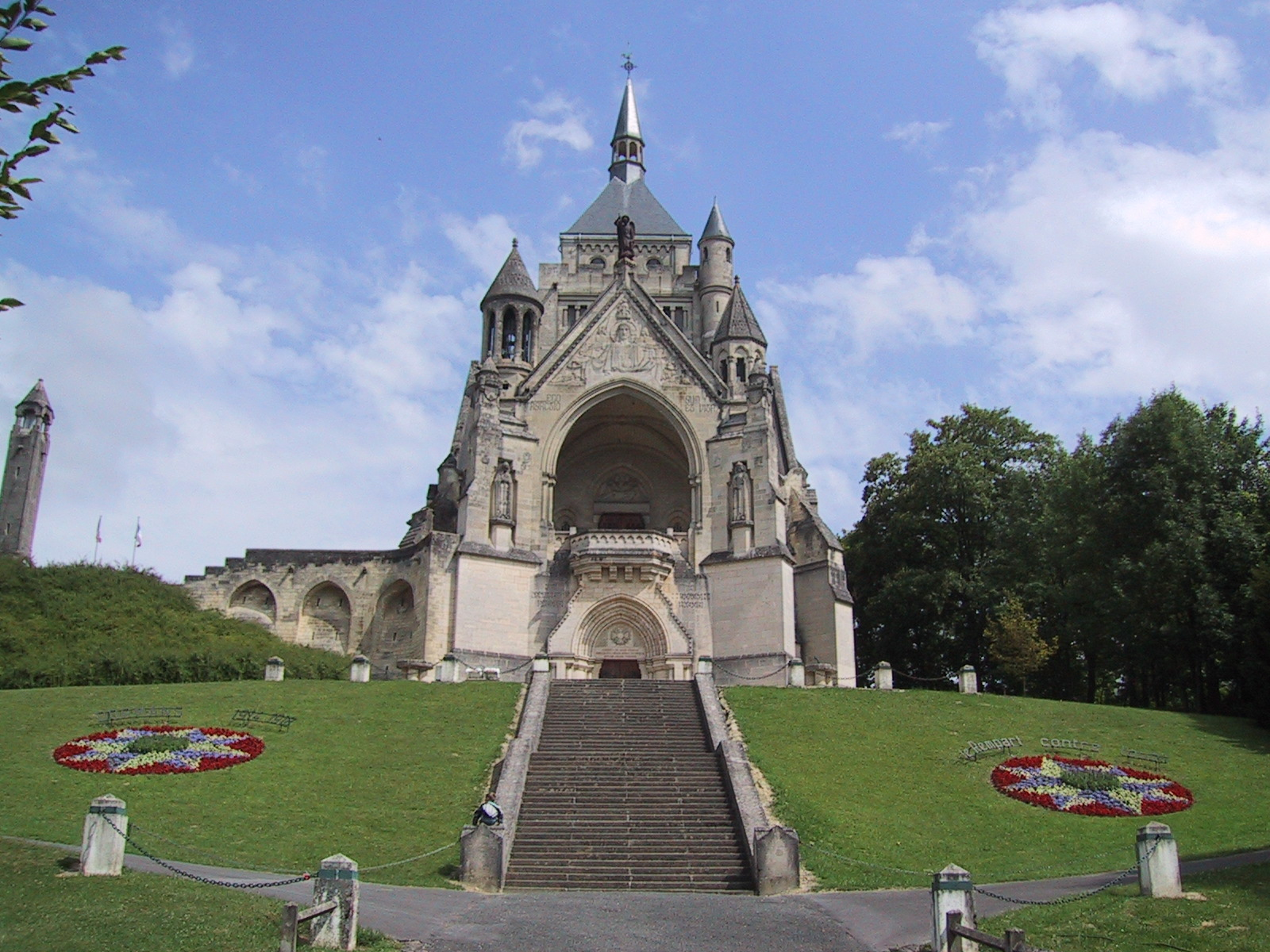
Le Mémorial des batailles de la Marne.
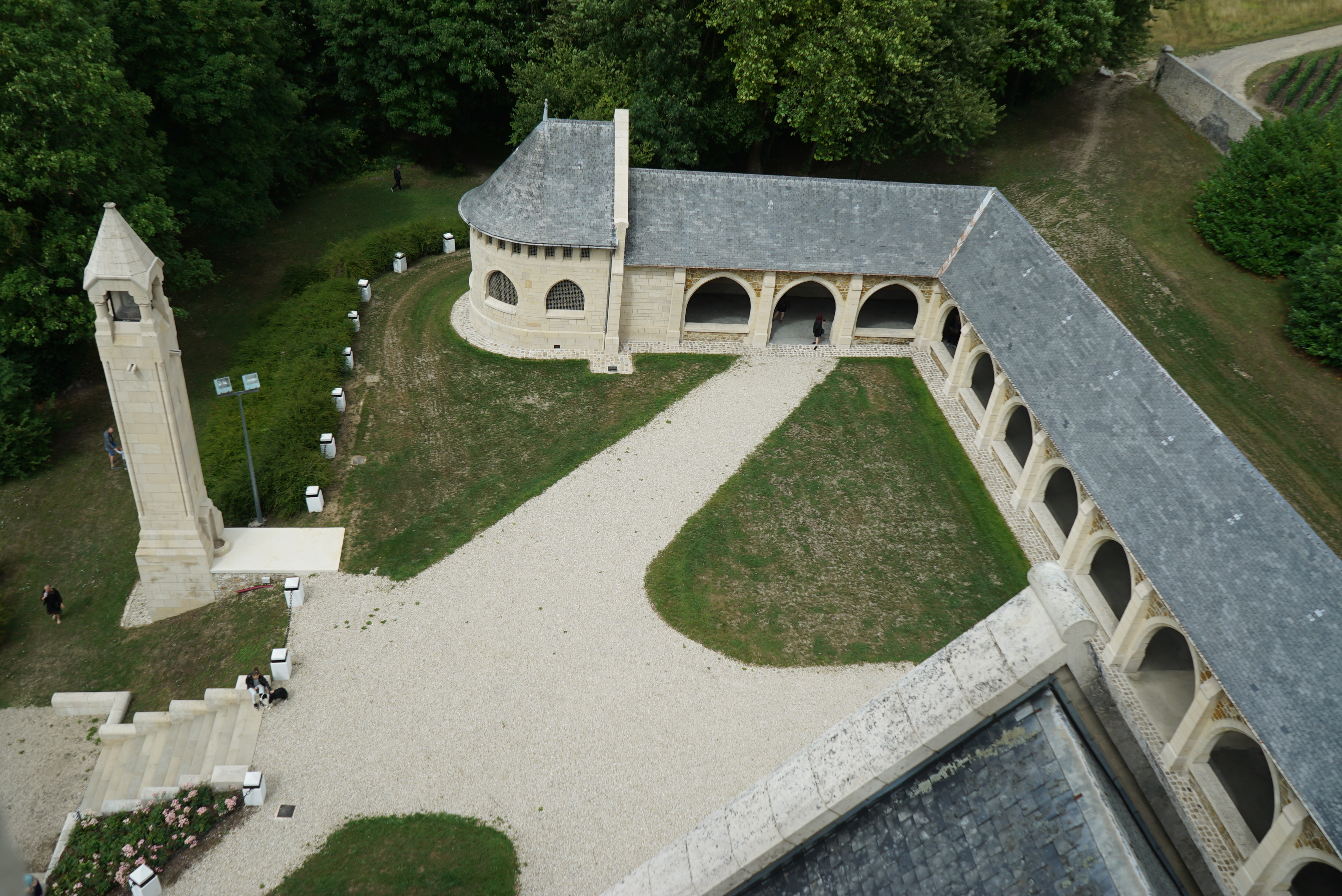
Vue aérienne du cloitre et de la lanterne du Mémorial.
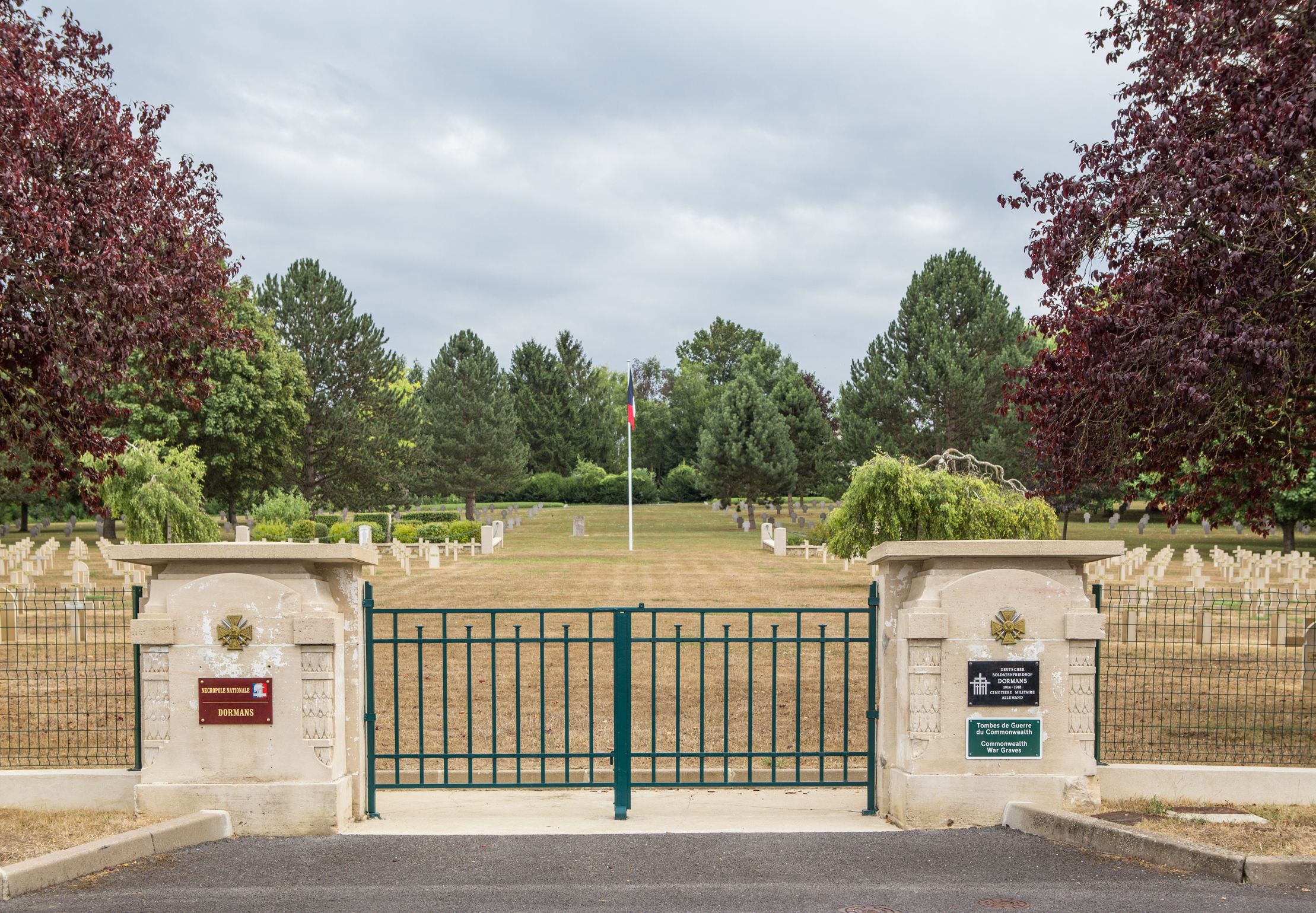
La nécropole nationale.
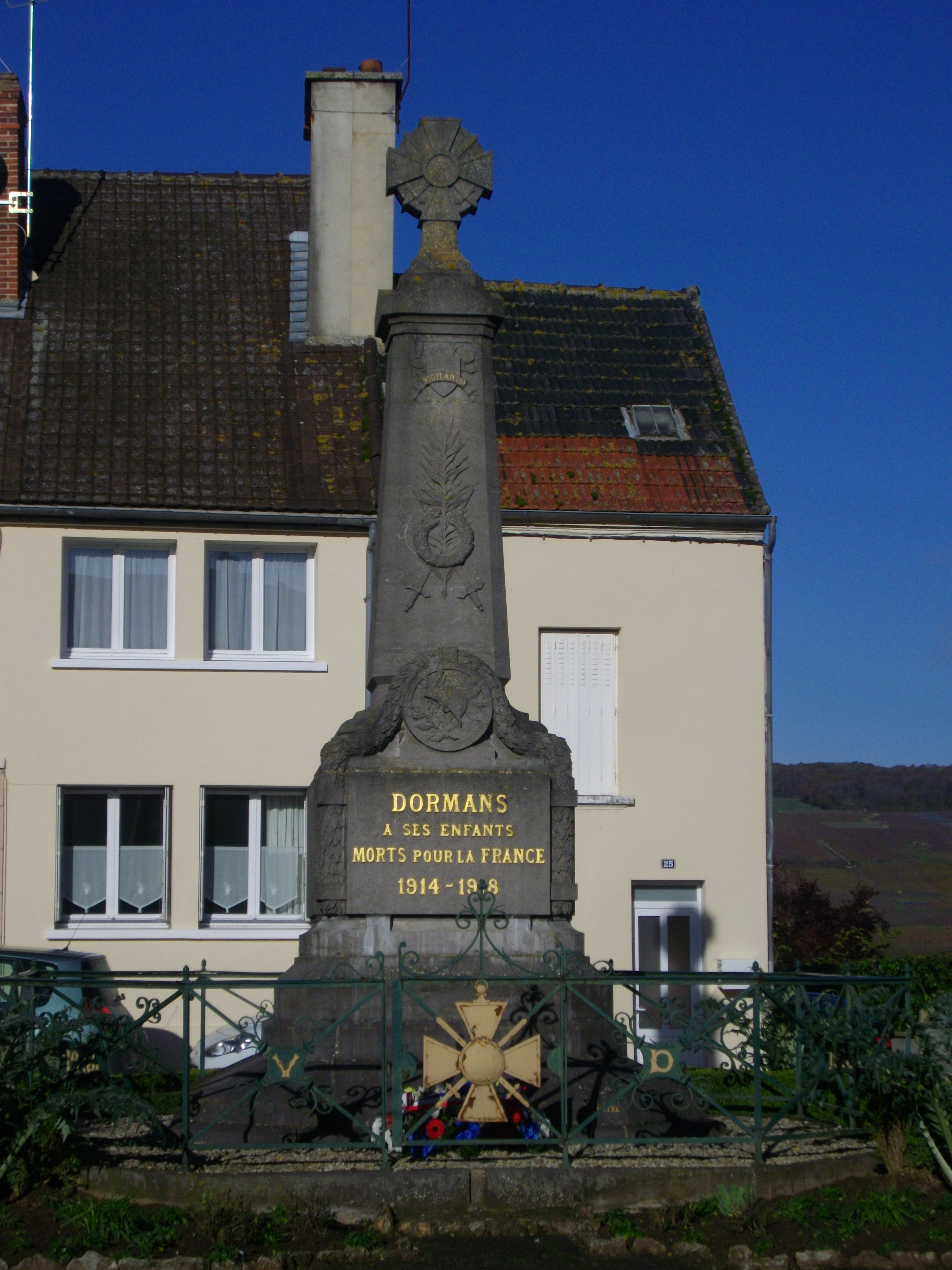
Le monument aux morts de Dormans.

### Personnalités liées à la commune
- Jean de Dormans, cardinal de Beauvais et chancelier de France ;
- Jean Pruche (1732-1814), député de l'Assemblée Constituante, né à Cumières, décédé à Dormans.
- Victor Dupuis (1777-1861), ingénieur des ponts et chaussées, minéralogiste, propriétaire rue d'Enfer, né et mort à Dormans.
- Maurice Cuvillier (1897-1957), dessinateur et scénariste de la bande dessinée Sylvain et Sylvette ;
- Le docteur Jules Crochet (1902-1974), pionnier de l’aviation sanitaire, né à Dormans ;
- Marguerite Eynard-Mercier (1876-1955), peintre, née à Dormans ;
- Claude-Nicolas Ledoux (1736-1806), architecte et urbaniste ;
- Philogène de Montfort (1806-1883), conseiller général de la Marne pour le canton de Dormans ;
- Jean Raphaël (1916-2006), chanteur de charme français, a vécu de nombreuses années et est enterré à Dormans ;
- Fernand Vincent, né à Dormans en 1926, jeune résistant des Forces françaises de l'intérieur (FFI), fusillé le mardi 15 août 1944 à Courchamp, hameau de Baâle (Seine-et-Marne)[141]. Une place de la commune porte son nom.

### Héraldique
Les armoiries de Dormans remonteraient à Milon de Dormans et au règne de Charles VI. Reprises aux siècles suivants par la compagnie de l'arquebuse de Dormans, elles sont officiellement adoptées par la commune en 2011.
Sur ces armoiries, le coq et la devise Vigilantia symbolisent l'éveil, s'opposant ainsi au sommeil induit par le nom de « Dormans ». La fleur de lys représente la royauté, la couronne le marquisat de Dormans. Les léopards rappellent les armoiries de la famille de Dormans. S'y ajoutent les deux croix de guerre reçues par la ville : 1914-1918 et 1939-1945.
| Armoiries de Dormans | « Un écu de forme ovale au champ d’azur, posé sur un cartouche, rempli de fleurs de lys d’or et demi-fleurs sur les bords, au coq d’argent, hardi, chantant et armé de gueules. Timbré d’une couronne de marquis, surmonté d’un ange descendant les ailes déployées, tenant des deux mains un listel allant au gré du vent et portant la devise Vigilantia en lettres de gueules sur fond d’or. Deux léopards lionnés d’or et lampassés de gueules, supportent l’écu, en appui sur une sorte de terrasse de sinople, dans laquelle sont ajoutées les Croix de Guerre 14-18 avec palme et 39-45 avec étoile de bronze ». |